# بنت
البنت هي الأنثى البشرية الصغيرة، وهي إما طفلة أو مراهقة. حين تصبح بالغة، توصف بأنها امرأة. قد يستخدم مصطلح بنت كذلك بمعني امرأة صغيرة، وقد يكون أحيانا بمعنى ابنة. كذلك قد يكون مصطلح بنت دليلا على المحبة وتستخدمه المرأة لوصف صديقاتها، كما في «أنا والبنات خرجنا معًا». معاملة البنت وحقوقها في أي مجتمع يرتبط بشدة عادة بحقوق المرأة في تلك الثقافة.

## التاريخ

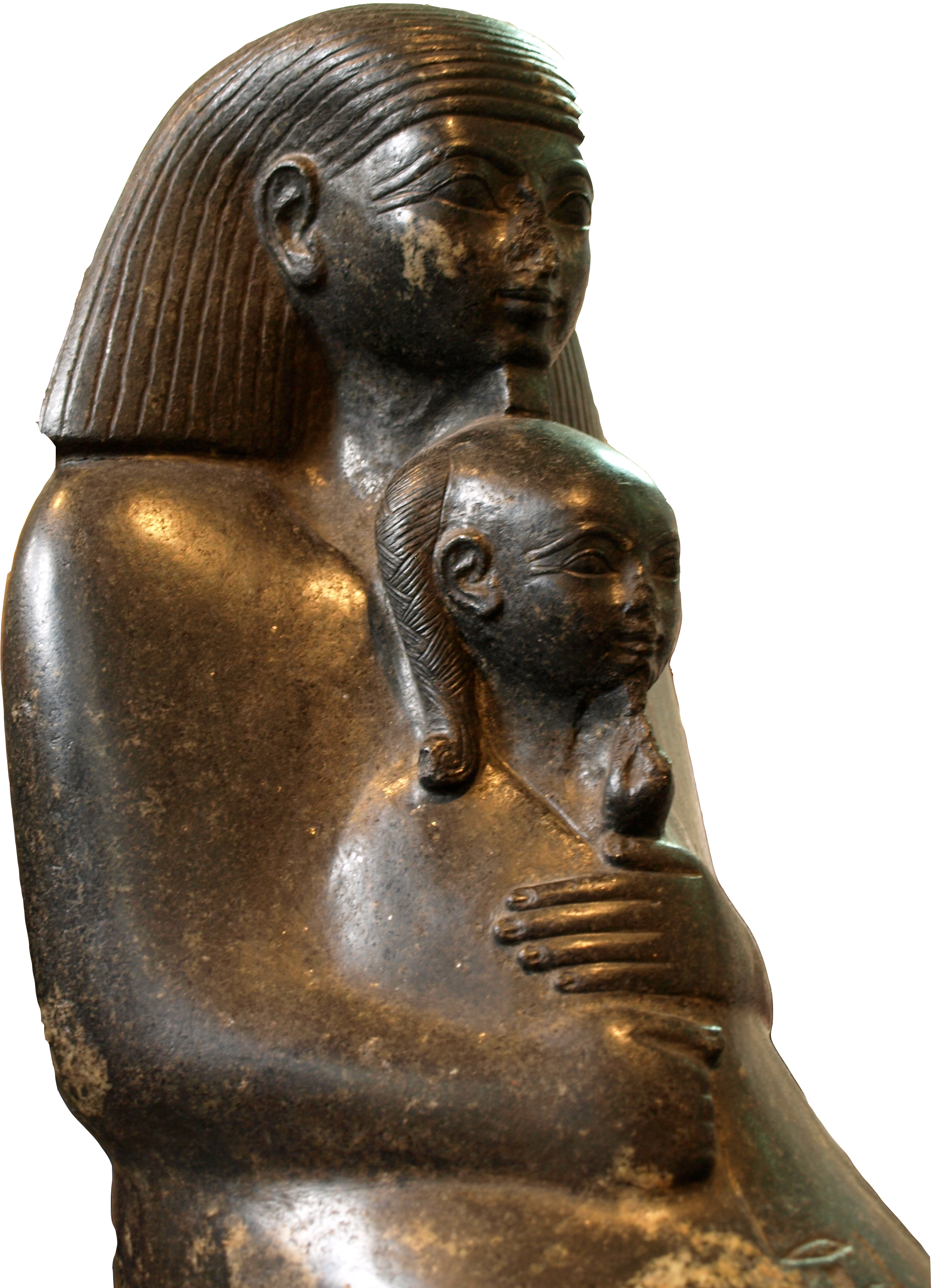
الأميرة نفرو رع كبنت، تجلس على حضن مربيها سننموت. تمتعت البنات والنساء بمكانة اجتماعية مرتفة نسبيا في مصر القديمة.

ترتبط مكانة/حقوق البنات عبر تاريخ العالم بشدة بمكانة النساء في أي ثقافة. في المجتمع الذي تحظى فيه النساء بمكانة أكثر تكافؤًا مع الرجال، تستفيد البنات من انتباه أكبر لاحتياجاتهم.

### تعليم البنات

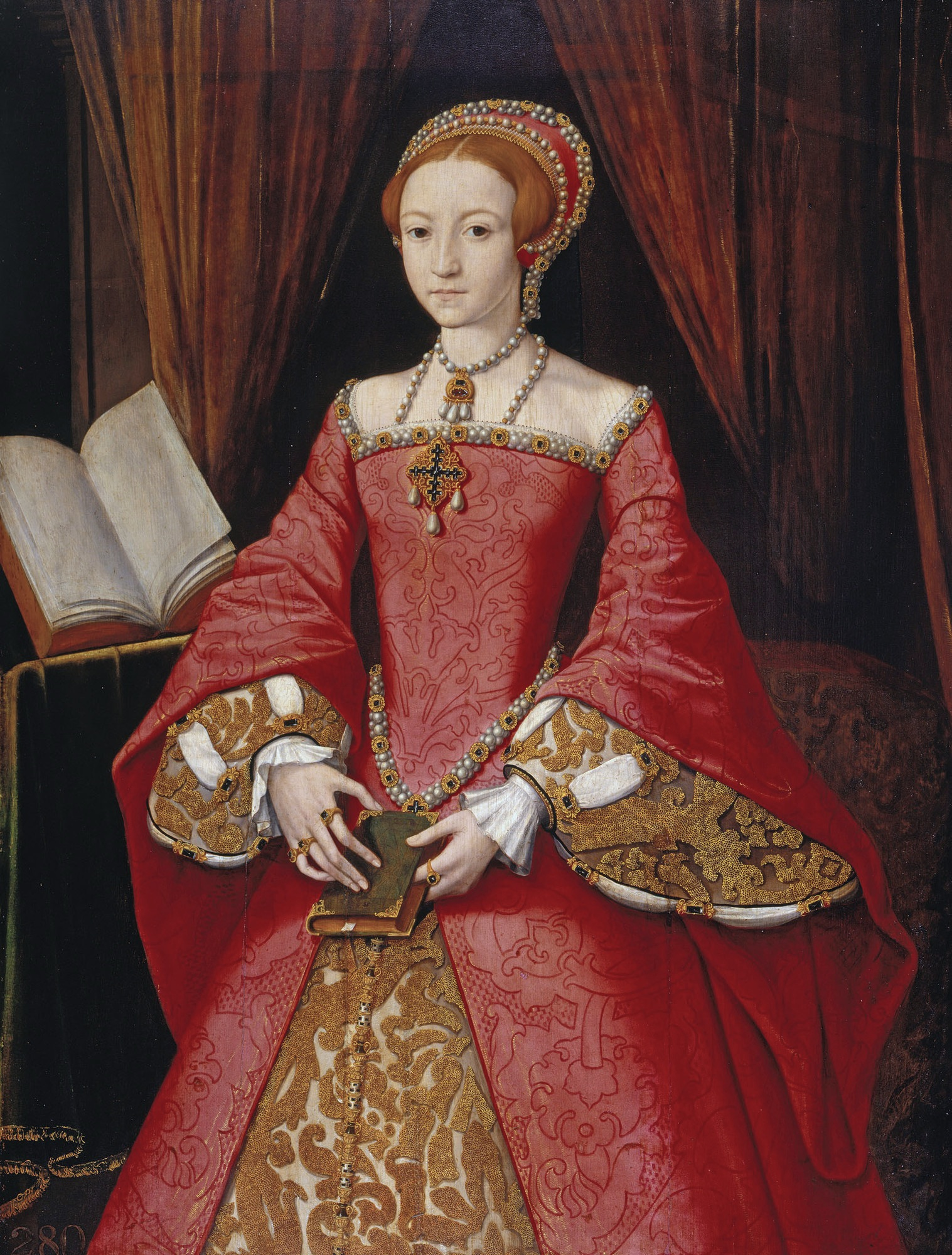
إليزابيث الأولى ملكة إنجلترا في عمر 13 عام.

في مصر القديمة، كبرت الأميرة نفرو رع تحت ملك أمها، فرعون مصر حتشبسوت، التي ورثت العرش بعد وفاة زوجها تحوتمس الثاني. تمتعت النساء في مصر القديمة بمكانة عالية نسبيًا في المجتمع، وبصفتها ابنة الفرعون، زُودت نفرو رع بأفضل تعليم ممكن. كان معلموها الناصحين الأكثر ثقة لأمها. كبرت نفرو رع لتتولى دورًا هامًا بتولي مهام الملكة فيما كانت أمها الفرعون. رغم حقيقة أن النساء والرجال حظوا بقدر كبير من المساواة في مصر القديمة، كان لا يزال هناك انقسامات هامة بخصوص دور كل جنس. عمل الرجال ككتبة للحكومة، على سبيل المثال، فيما عملت النساء عادة في وظائف مرتبطة بالمنزل، كالزراعة، والخبز، وصناعة الجعة والنبيذ. على أي حال، عمل عدد كبير من النساء، بالأخص من الطبقات العليا، في مجال التجارة وتاجروا في بضائع كالعطور، كما عملت بعض النساء في المعابد. لهذا السبب اختلف تعليم الصبيان عن تعليم البنات. حيث أمكن للصبيان حضور مدارس رسمية لتعلم القراءة، والكتابة، والحساب، فيما يتم تعليم البنات في المنزل لتعلم وظائف أمهاتهم. رغم ذلك أصبحت بعض النساء متعلمات وعلماء مثل هيباتيا.

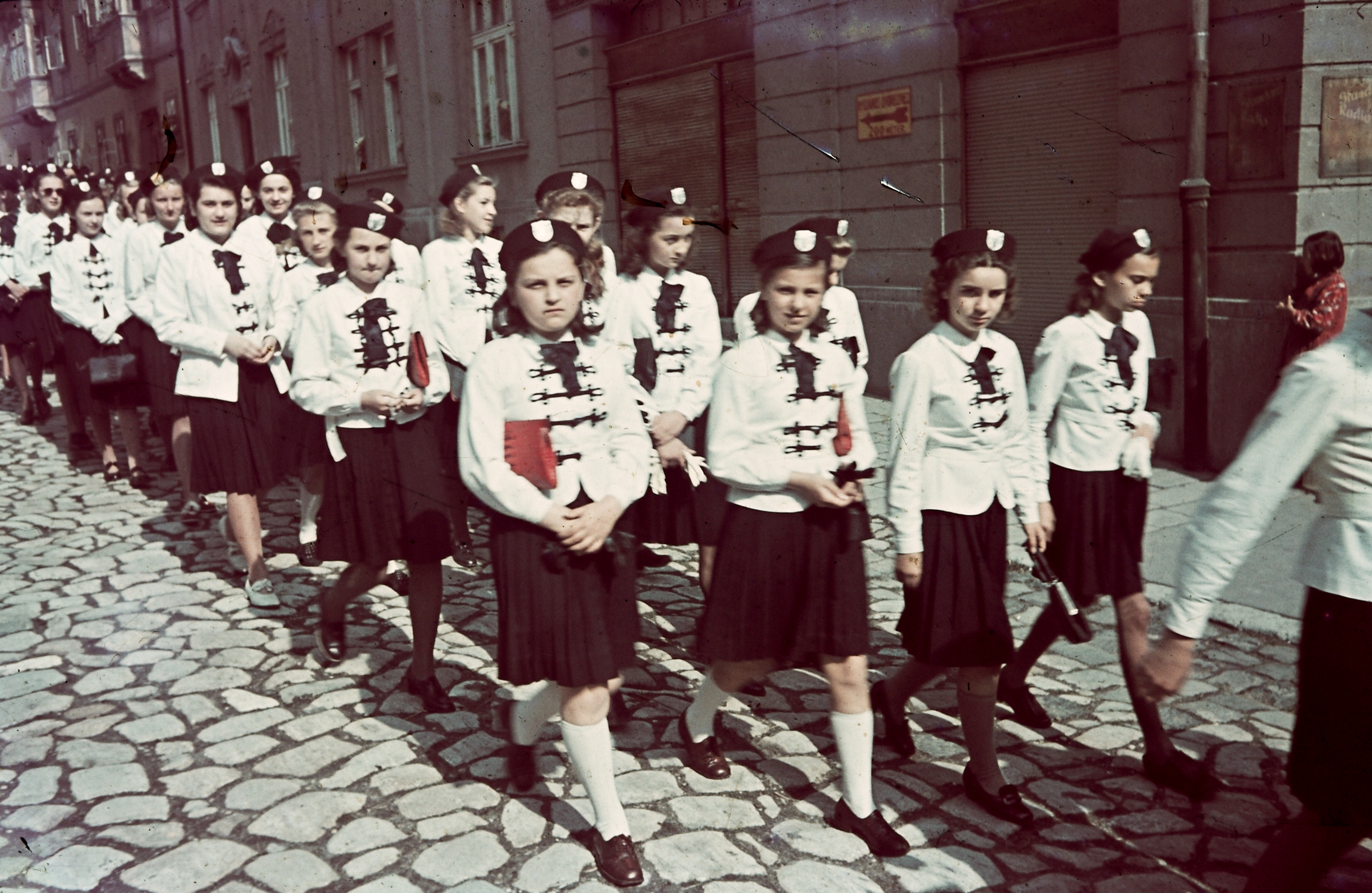
فتيات المدارس في 1939، في جيور، المجر

تقليديا، تم اعتبار التعليم الرسمي للبنات أقل أهمية من تعليم الصبيان. في أوروبا، كانت الاستثناءات نادرة قبل أن تجعل الصحافة المطبوعة والإصلاح البروتستانتي التعليم أكثر انتشارًا. استثناء جدير بالذكر لحالة الإهمال العامة لتعليم البنات هو إليزابيث الأولى ملكة إنجلترا. في حالتها، كطفلة كانت في موقف متزعزع كوريث محتمل للعرش، وكانت حياتها في الواقع مهددة بالخطر بسبب المكر السياسي لأعضاء المحكمة الأقوياء الآخرين. بعد إعدام والدتها، آن بولين، اعتبرت إليزابيث غير شرعية. تم تجاهل تعليمها من قبل هنري الثامن ملك إنجلترا. بشكل لافت للنظر، استغلت أرملة هنري الثامن، كاثرين بار، الذكاء الكبير لإليزابيث وأيدت قرار توفير تعليم جيد لها بعد وفاة هنري، بدءًا من عمر 9 سنوات لإليزابيث. تلقت إليزابيث تعليمًا مساويًا لذلك الذي يتلقاه الذكر الأرستقراطي البارز، تم تعليمها اللاتينية، واليونانية، والإسبانية، والفرنسية، والفلسفة، والتاريخ، والرياضيات، والموسيقى. حصدت إنجلترا ثمار تعليمها الغني عندما أسفرت الظروف عن تحولها إلى ملكة قديرة.
بحلول القرن الـ18، عرف الأوروبيون قيمة التعليم، وفُتحت المدارس لتعليم العامة بأعداد متزايدة. أدى التعليم في عصر التنوير في فرنسا إلى أن حوالي ثلث النساء أصبحن متعلمات في وقت الثورة الفرنسية، فيما بلغت النسبة في الرجال حوالي النصف. مع ذلك، كان التعليم لا يعتبر بنفس الأهمية للبنات كما هو بالنسبة للصبيان، الذين كانوا يتلقون التدريب للمهن التي ظلت غير متاحة للنساء، فيما لم يكن مسموحًا بدخول الفتيات للمدارس الثانوية في فرنسا حتى أواخر القرن الـ19. لم تكن البنات مخولة للحصول على درجة البكالوريا في فرنسا حتى إصلاحات عام 1924 في عهد وزير التعليم ليون بيرار. تم الفصل في المدارس في فرنسا بين البنين والبنات حتى نهاية الحرب العالمية الثانية. منذ ذلك الوقت، زادت قوانين التعليم الإلزامي تعليم البنات والنساء عبر أوروبا بالكامل.

### تقاليد «سن البلوغ»

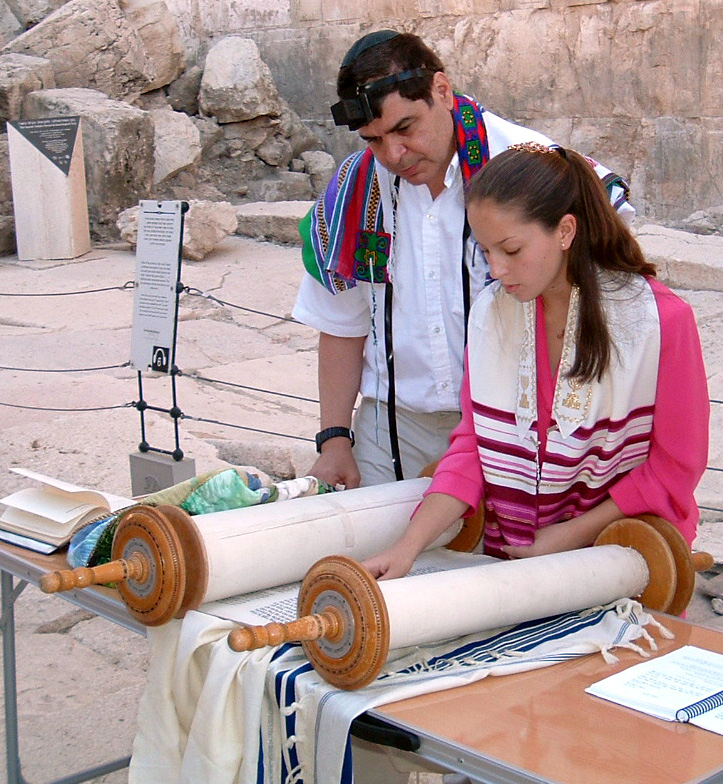
بار متسفا فه المحافظ باسرائيل

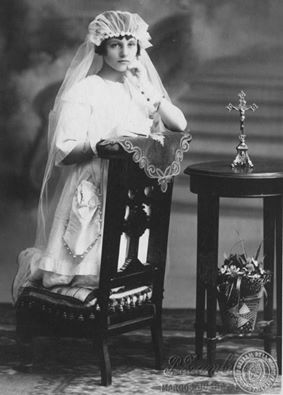
صورة المناولة الأولى لفتاة في الأرجنتين، 1923

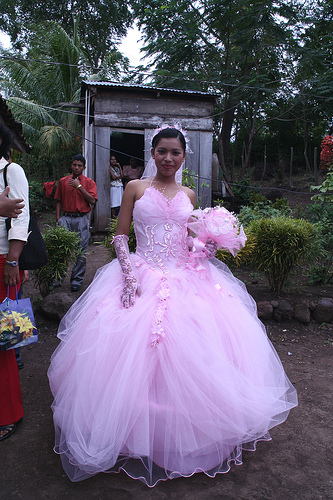
حفل بلوغ في نيكاراغوا

تمتلك العديد من الثقافات عادات تقليدية للاحتفال بسن البلوغ في البنت أو الصبي، للاعتراف بتحولهم إلى البلوغ، أو الاحتفال بعلامات أخرى في رحلتهم نحو النضج.
تمتلك اليابان طقوس لسن البلوغ تسمى شيشي قو سان، والتي تعني حرفيا «سبعة-خمسة-ثلاثة». وتعد شعيرة تقليدية ومهرجان في اليابان للأطفال الذين تعدى أعمارهم الثلاث والسبع سنوات للفتيات والثلاث والخمس سنوات للفتيان، الذي يقام سنويا في 15 من نوفمبر. ويقام في الأغلب في أقرب عطلة نهاية أسبوع. في هذا اليوم، ترتدي البنت كيمونو تقليدي، وتأخذها العائلة إلى معبد من أجل حفل مقدس. حاليًا، يتم توثيق المناسبة بصورة رسمية.
بعض حفلات سن البلوغ هي طقوس دينية للاعتراف بنضج البنت فيما يتعلق بفهمها للمعتقدات الدينية، وللاعتراف بتغير دورها في المجتمع الديني. سر التثبيت هو احتفال شائع للعديد من الطوائف المسيحية للبنين والبنات، وغالبا ما يقام حين يكون الطفل في سنوات المراهقة. في المجتمعات الرومانية الكاثوليكية، تعتبر حفلات سر التثبيت واحدة من سبع أسرار مقدسة قد يتلقاها الشخص الكاثوليكي خلال حياته. في العديد من الدول، من التقليدي أن يتلقى الطفل الكاثوليكي سرًا آخر وهو المناولة الأولى، في سن 7 سنوات. السر المقدس يتم إجراؤه عادة في كنيسة مرة واحدة سنويًا، حيث يتلقى الأطفال البركة من أسقف في احتفال خاص. ومن التقليدي في العديد من الدول أن ترتدي الفتيات الكاثوليكيات فساتين بيضاء وربما حجاب صغير أو إكليل من الورود في شعرهم خلال المناولة الأولى. ترمز الفساتين البيضاء إلى النقاء الروحي.
تهدف العديد من حفلات سن البلوغ للاعتراف بتخطي الفتاة لمرحلة البلوغ، حين تمر ببدء الإحاضة، أو الحيض الأول. الحفل التقليدي لسن البلوغ في الفتيات في قبيلة أباتشي يسمى احتفال شروق الشمس، ويقام خلال 4 أيام. يتم دهن البنات بالطين وحبوب اللقاح، ويجب ألا يغتسلن حتى نهاية الطقوس، التي تتضمن الرقص وشعائر تتحدى القوة البدنية. يتم تلقين البنات بعض الدروس فيما يتعلق بالسلوك الجنسي، والثقة، والقدرة على الشفاء. تصلي الفتيات تجاه الشرق عند الفجر، وفي الاتجاهات الأربعة الرئيسية التي تمثل مراحل الحياة. تم حظر على الحفل من قبل الحكومة الأمريكية لعدة عقود، بعد أن تم تجريمها بموجب قانون الحرية الدينية الهندية في 1978.
عبر أمريكا اللاتينية، عيد الـ15 عام، هو احتفال بعيد الميلاد الخامس عشر للفتاة. يتم الاحتفال بعيد الميلاد هذا بشكل مختلف عن أي عيد ميلاد آخر، حيث يشير إلى التحول من طفلة إلى امرأة صغيرة.

### تجهيز البنات للزواج

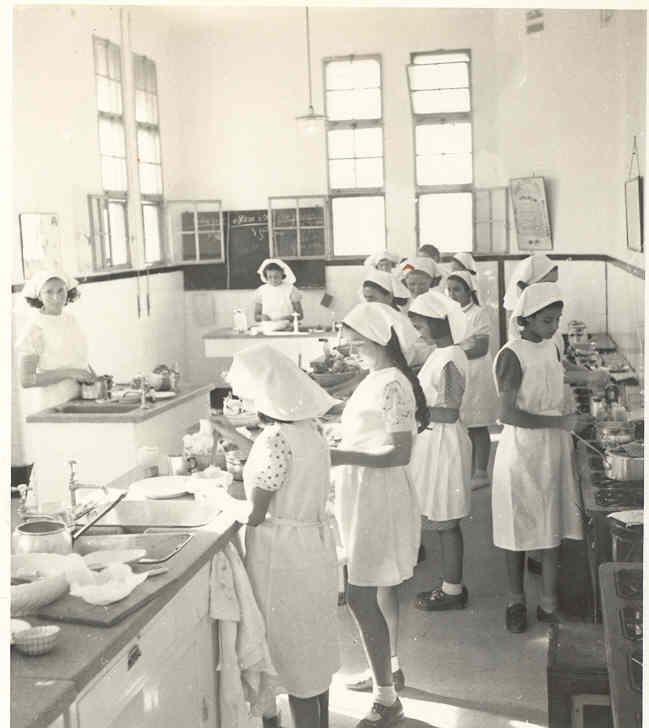
فصل للطبخ في مدرسة بنات في القدس عام 1936. كان التركيز الرئيسي في تعليم البنات وتربيتهم هو تجهيزهم ليصبحن زوجات

في العديد من المجتمعات القديمة، كانت تربية الفتيات تهدف بشكل رئيسي لإعدادهن ليصبحن زوجات المستقبل. في العديد من الثقافات، لم يكن النموذج أن تصبح المرأة مستقلة اقتصاديًا. بالتالي، سيكون مستقبل البنت معتمدا بشكل كلي على تزويجها لرجل يتمتع بالاكتفاء الذاتي الاقتصادي، وكان أمرًا مهمًا أن يتم إعداد البنت لموافاة المهارات أو الكفاءات المتوقعة من الزوجة.
في ثقافات مختلفة تتراوح من ثقافة اليونان القديمة إلى ثقافة الولايات المتحدة في القرن الـ19، تم تعليم الفتيات مهارات منزلية ضرورية كالخياطة، والطبخ، والبستنة، والعناية الطبية والتنظيفية الأساسية مثل تحضير البلسم والمراهم، وفي بعض الحالات مهارات القابلة (الداية). كان يتم تعليم الفتيات تلك المهارات من جيل لآخر، مع تمرير المعرفة بشكل شفهي من الأم لابنتها. مرجع شهير لتلك المهارات النسوية كان في الحكاية الشعبية رامبيل ستيلتسكين، التي يرجع تاريخها إلى العصور الوسطى في ألمانيا وتم تجميعها بواسطة الأخوان غريم.
في بعض أجزاء الصين، بدءًا من مملكة تانغ الجنوبية في نانجينغ (937-975)، ارتبط تقليد ربط القدم بالنساء من الطبقات العليا اللاتي كن يستحقين حياة الفراغ، واللاتي قدر أزواجهن على إراحتهم من عناء العمل (والذي يتطلب القدرة على الحركة وقضاء اليوم على أقدامهن). بسبب هذا المعتقد، بدأ الأهالي الذين يأملون في تأمين زواج جيد لبناتهم في ربط أقدامهن من حوالي سن 7 سنوات للوصول للمظهر المثالي. كلما كانت القدم أصغر، كلما كانت المكانة الاجتماعية للزوج المستقبلي أفضل. لم يتوقف هذا التقليد حتى بداية القرن الـ20.
أقامت الصين العديد من التقاليد المرتبطة بالبنات ودورهن كزوجات وأمهات مستقبليات. وفقًا لأحد العادات، تشير طريقة تصفيف الفتاة لشعرها إلى حالتها الاجتماعية. حيث تقوم الفتاة غير المتزوجة بتصفيف شعرها على هيئة جديلتين طويلتين، وبمجرد زواجها تغيره إلى جديلة واحدة.
في بعض الثقافات، يُنظر إلى الفتيات اللواتي يمررن سن البلوغ بقلق حول عفة الفتاة. في بعض المجتمعات، يوجد إيمان تقليدي أن ختان الإناث ضرورة لمنع الفتيات من أن يصبحن فاسقات جنسيًا. تلك الممارسة خطيرة، وتؤدي إلى مشاكل صحية للنساء على المدى البعيد. ختان الإناث عادة في 28 دولة في أفريقيا، ويستمر بشكل رئيسي في المناطق الريفية. ذلك التقليد يتم تجريمه من قبل الحكومات، وتحاربه منظمات حقوق الإنسان.

### الإتجار وتجارة الفتيات

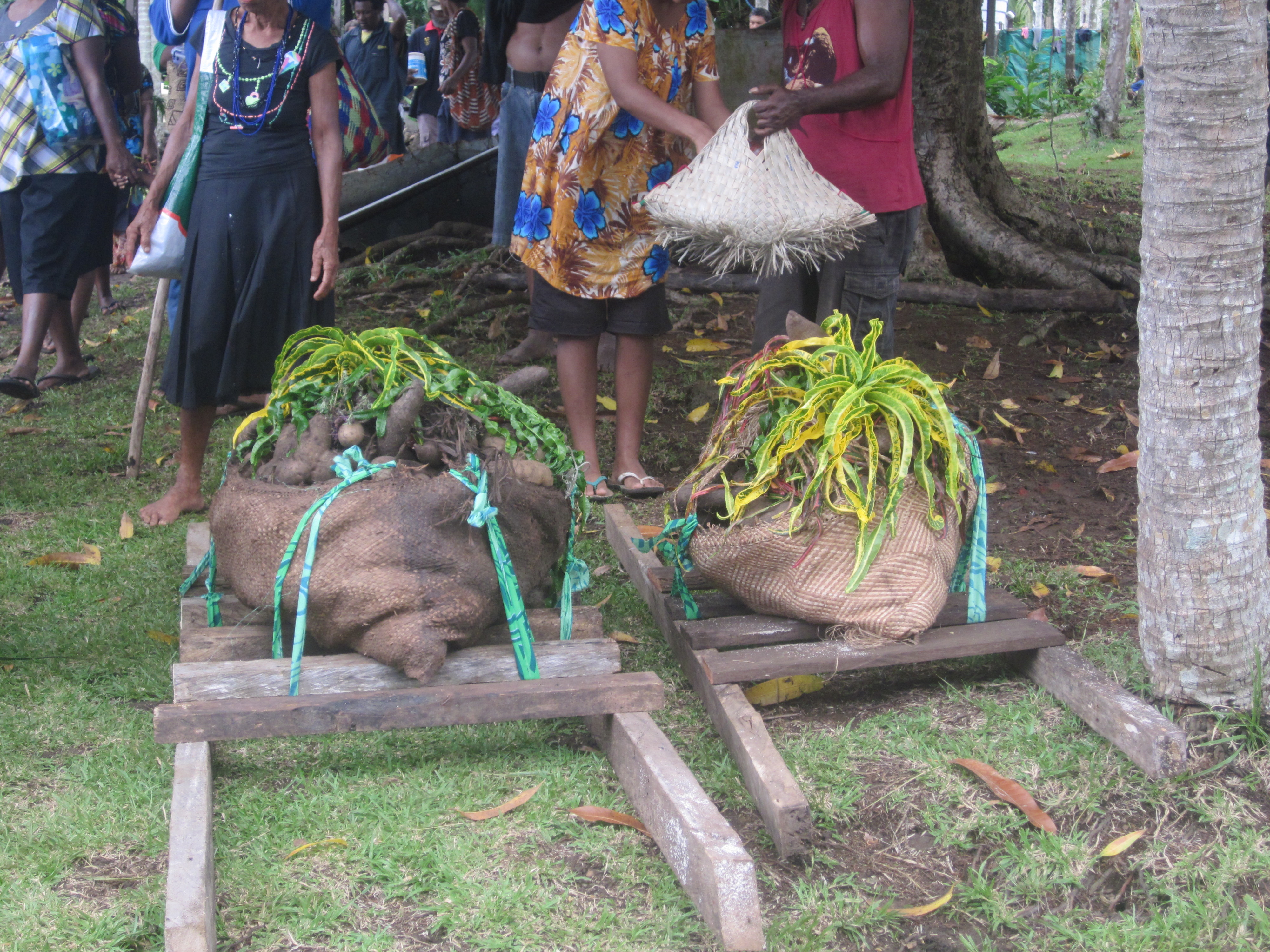
مبادلة البضائع في هيئة صداق

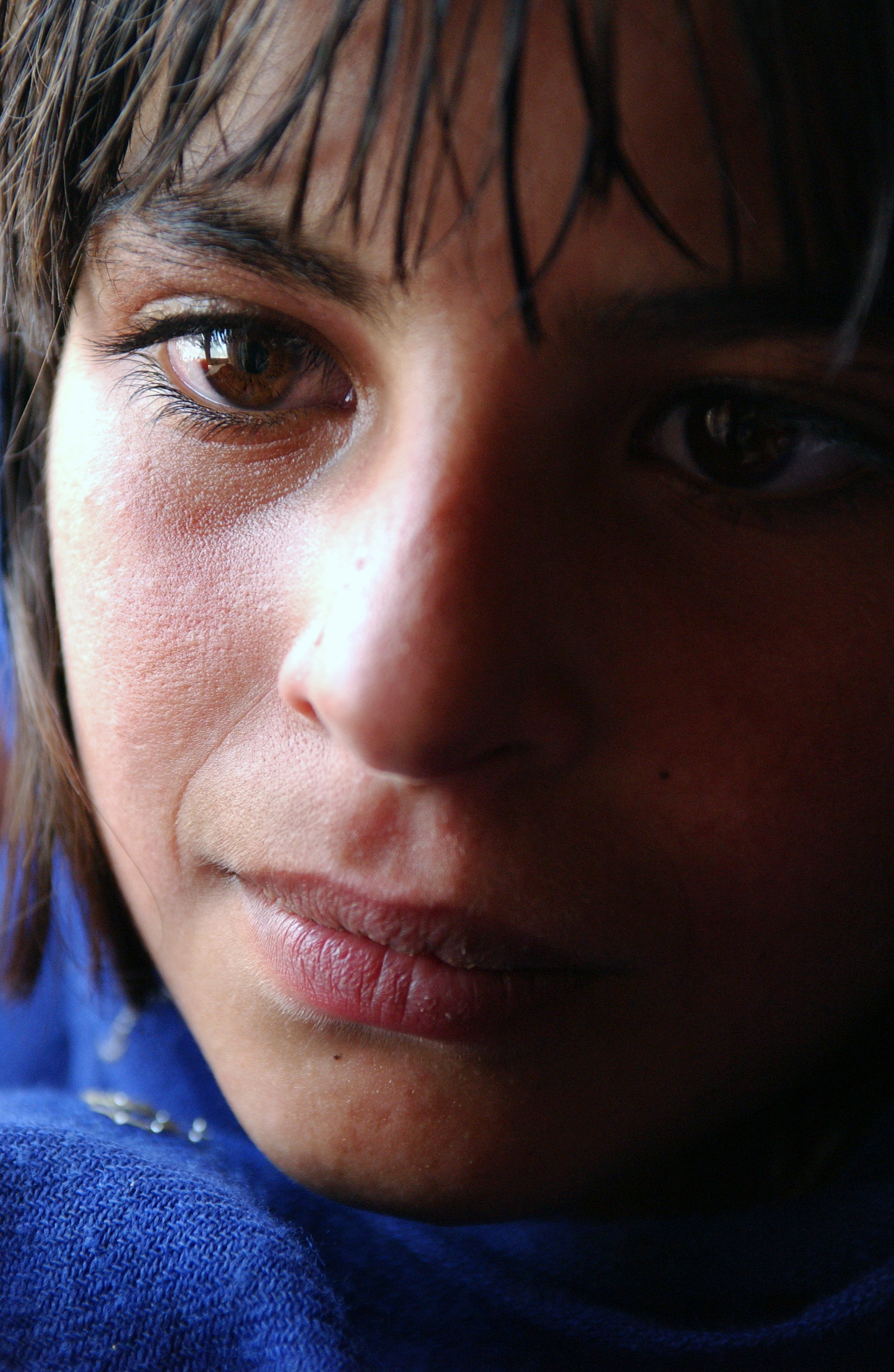
البشتون لديهم تقليد بمبادلة الفتيات في حل النزاعات

تم استغلال البنات تاريخيا، ولا يزال يتم استغلالهم في بعض أنحاء العالم، في تسوية النزاعات بين العائلات، من خلال ممارسات مثل البعاد، أو السوارة. في تلك المواقف، يتم منح بنت من عائلة المجرم لعائلة الضحية كخادمة أو عروس. ممارسة أخرى هي بيع الفتيات في مقابل المال. الاتفاقية التكميلية لإبطال الرق وتجارة الرقيق والأعراف والممارسات الشبيهة بالرق في عام 1956 تعرف «المؤسسات والممارسات الشبيهة بالعبودية» أنها تشمل: أي مؤسسة أو ممارسة بها: (1) تُعهد امرأة، ليس لها حق الرفض، أو تُعطى في الزواج بدفع مبلغ مالي أو عيني إلى والديها، أو ولي أمرها، أو عائلتها، أو أي شخص آخر، أو مجموعة أخرى، أو (2) يحق لزوج المرأة، أو أسرته، أو عشيرته أن ينقلها إلى شخص آخر مقابل قيمة مستلمة أو خلاف ذلك، أو (3) تكون المرأة عرضة للوراثة من قبل شخص آخر عند وفاة زوجها.[بحاجة لمصدر]

## التركيبة السكانية

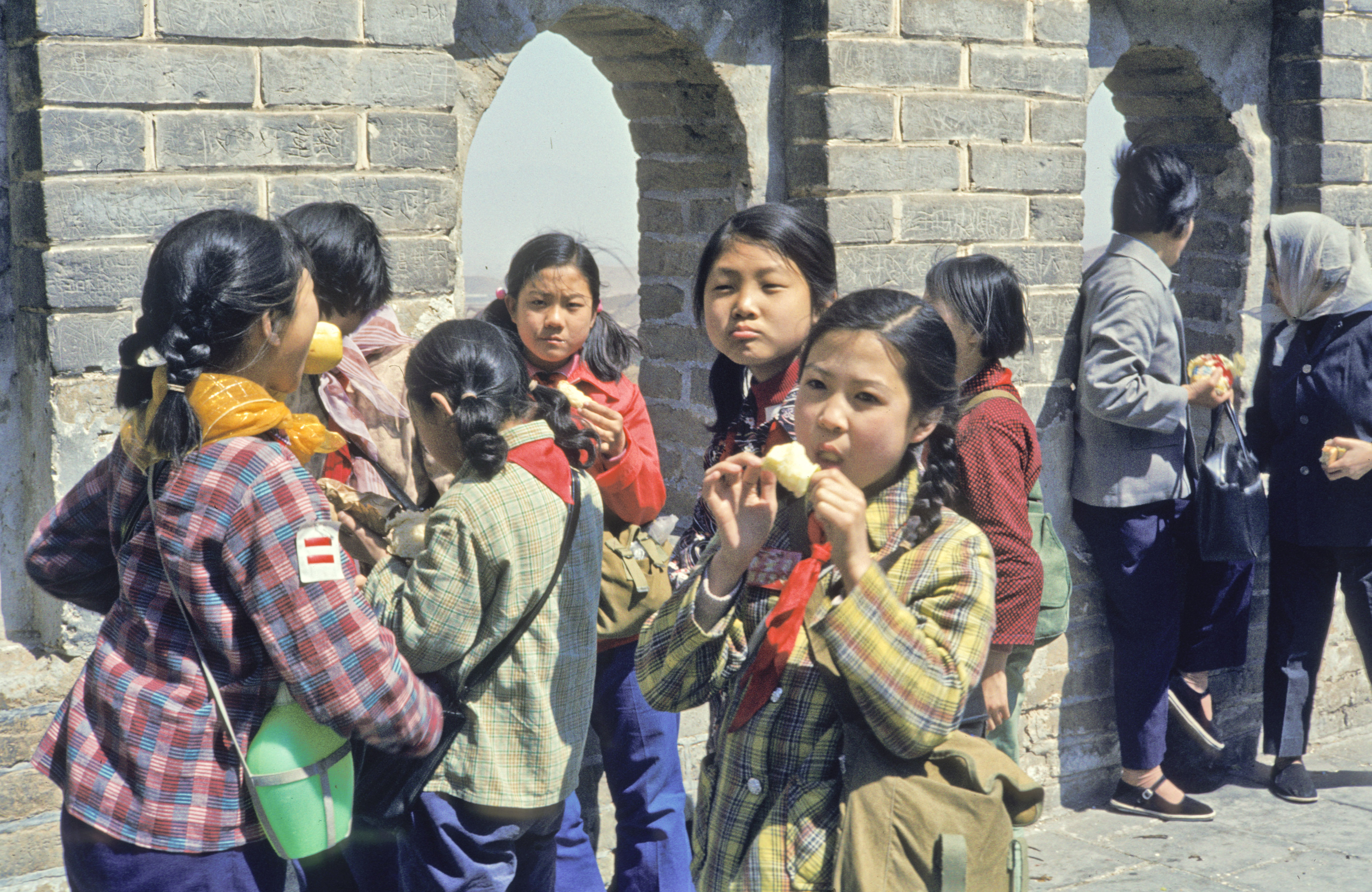
تمتلك الصين نسبة غير متوازنة من الجنسين، وهو موقف يرجع جزئيا إلى سياسة الطفل الواحد.

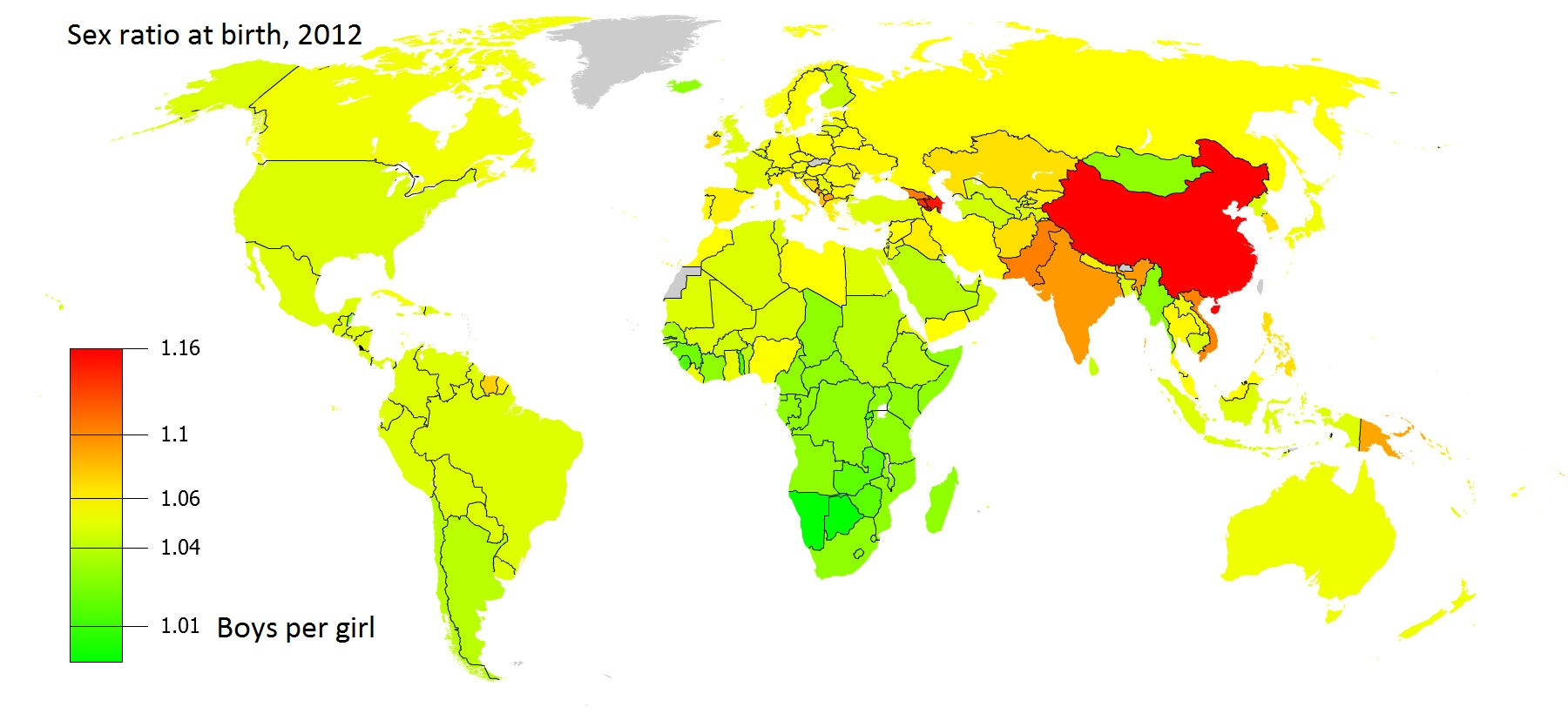
خريطة العالم بنسبة المواليد من الجنسين في 2012

نسبة الجنسين في الولايات في الإحصاء السكاني عام 2011.

العلماء غير متأكدين وفي حالة خلاف حول الأسباب المحتملة للتنوع في نسب الجنس البشري عند الولادة. الدول التي تملك نسب جنسية 1.8 أو أكبر عادة يفترض أن تنخرط في اختيار الجنس. على أي حال، قد تحدث انحرافات في نسب الجنس عند الولادة لأسباب طبيعية. ومع ذلك، ممارسة التحيز ضد الفتيات من خلال الإجهاض الانتقائي بسبب الجنس، ووأد البنات، والتخلي عن البنات، بالإضافة إلى تفضيل الصبيان في استغلال موارد الأسرة هي أفعال موثقة في أجزاء من جنوب آسيا، وشرق آسيا، والقوقاز. مثل تلك الممارسات موضع قلق كبير في الصين، والهند، وباكستان. في تلك الثقافات، تخلق المكانة المتدنية للمرأة تحيزًا كبيرًا ضد الإناث.
يوجد تفضيل كبير للأبناء عن البنات في الصين والهند. في الصين، تسببت سياسة الطفل الواحد بشكل كبير في اختلال توازن نسبة الجنسين. الإجهاض الانتقائي بسبب الجنس، بالإضافة لرفض البنات هي أشياء شائعة. في 1995 تم إنتاج فيلم وثائقي تليفزيوني يسمى غرف الموت "The Dying Rooms" عن أوضاع دور الأيتام الصينية، حيث وثق الفيلم كيف يتخلى الآباء عن أطفالهن البنات حديثات الولادة لدور الأيتام، وفيها يترك طاقم الدار البنات في غرف ليموتوا من العطش، أو الجوع.في الهند، ممارسة المهر "dowry" مسئولة جزئيًا عن التفضيل الكبير للأبناء. أحد المظاهر الأخرى لتفضيل الأبناء هو العنف ضد الأمهات اللاتي أنجبن بنات.
في الهند، بحلول عام 2011ـ كان هناك 91 بنت أصغر من 6 سنوات لكل 100 ولد. أظهر إحصاء السكان في 2011 أن نسبة البنات للصبيان تحت 6 سنوات تناقصت خلال العقد السابق، من 927 بنت لكل 1000 ولد في 2001 إلى 918 بنت لكل 1000 ولد في 2011.في الصين، يشير العلماء لوجود 794 طفلة لكل 1000 طفل في المناطق الريفية في أذربيجان، تشير بيانات المواليد في آخر 20 عامًا أن هناك 862 بنت يولدون لكل 1000 ولد كل عام. ستيفين موشر، رئيس معهد البحوث السكانية في واشنطن يقول: «يعجز 25 مليون رجل الآن في الصين عن إيجاد عرائس نظرًا لوجود نقص في النساء [...] يهاجر الشبان عبر البحار لإيجاد عرائس.» هذا الخلل في التوازن بين الجنسين في تلك المناطق يرجع كذلك إلى النمو في التجارة الجنسية، أشار تقرير الأمم المتحدة في 2005 أن حوالي 800,000 شخص يتم الإتجار بهم عبر الحدود كل سنة، وحوالي 80% منهم بنات ونساء.

## علم الأحياء

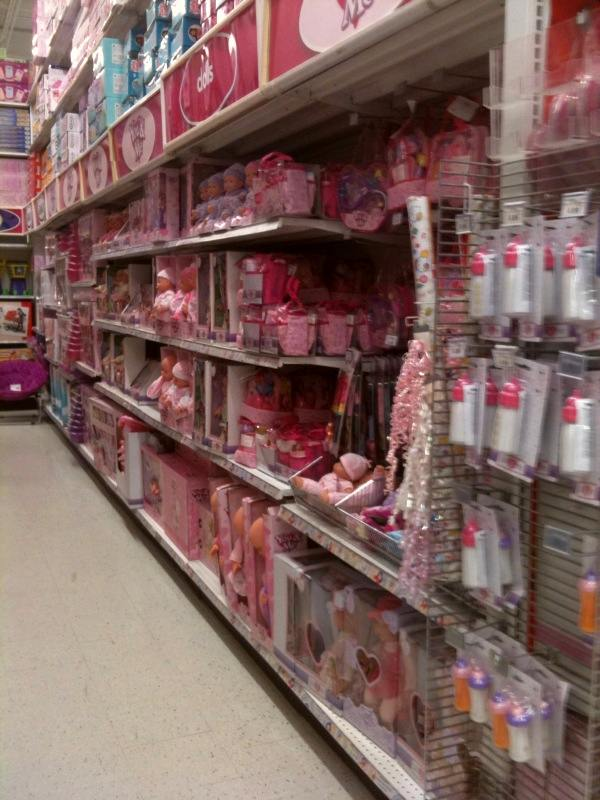
صفوف من ألعاب بنات زهرية اللون في متجر كندي، 2011. يتفاعل الجنس الحيوي مع البيئة بطرق غير مفهومة لتحديد الأدوار الاجتماعية المحددة لكل نوع.

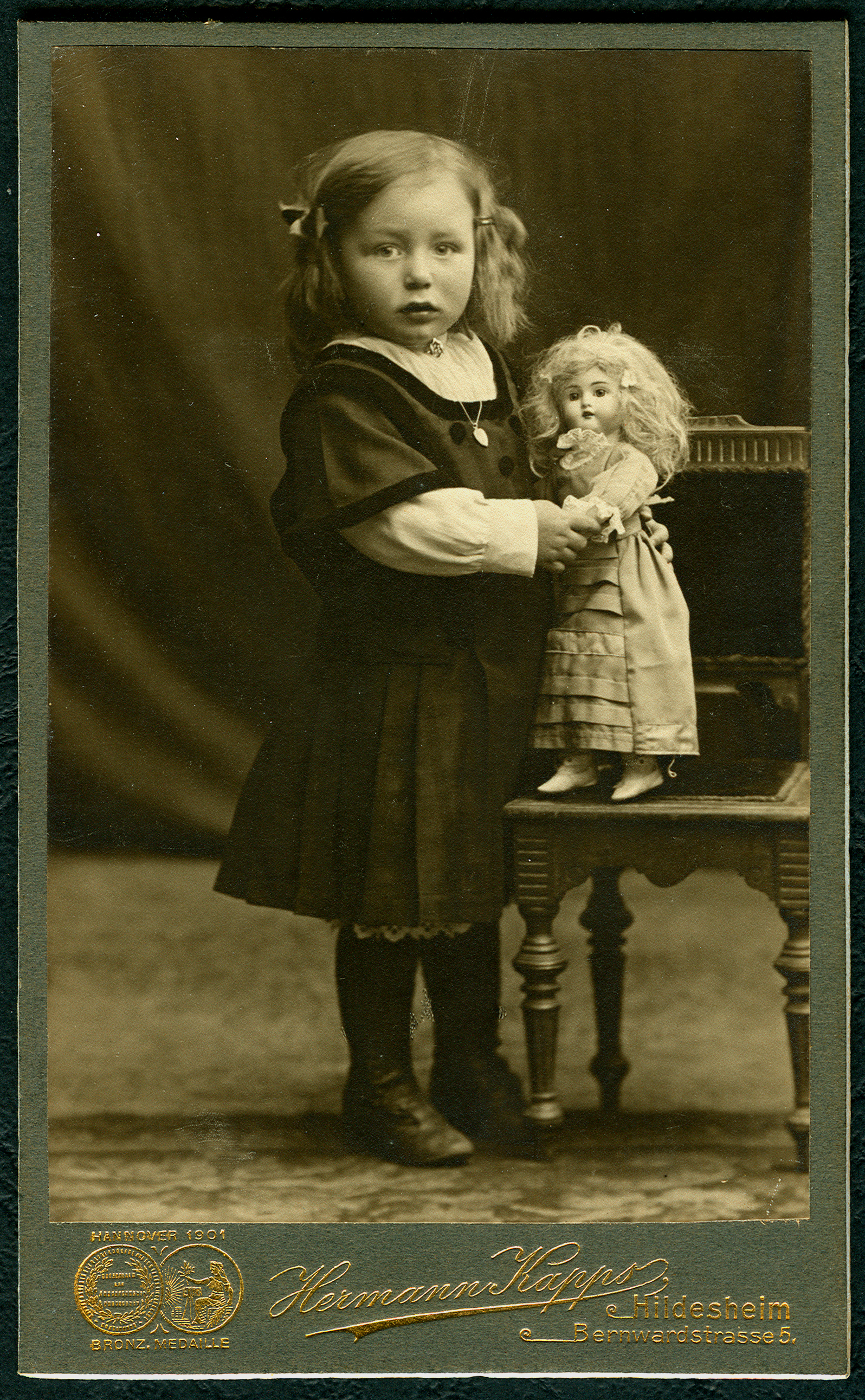
فتاة مع دميةـ وهي لعبة أنثوية تقليدية. الصورة بواسطة هيرمان كابس

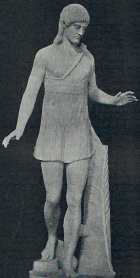
منتصرة في دورة الألعاب الحراية، التي كانت ممثلة بالقرب من بداية السباق. كانت الثقافات المختلفة على مر التاريخ لديها أفكار مختلفة من أنشطة مقبولة للفتيات.

عمومًا، تظهر الصفات الأنثوية في البنات عبر وراثة كرموسومين إكس (46,XX)، واحد من الأب والآخر من الأم.
حوالي واحدة من كل 1000 بنت لديها نمط كروموسومي 47,XXX، وواحدة من كل 2500 لديها النمط الكروموسومي 45,X.
تمتلك الفتيات جهاز تناسلي أنثوي. بعض الأطفال ثنائية الجنس لديهم أعضاء تناسلية غامضة وبعض الأطفال المتحولة جنسيا تكون ذكرًا عند الولادة، يمكن اعتبارهم بنات أو يحددون مصيرهم على أنهم بنات.
تمر أجسام الفتيات بتغيرات تدريجية خلال البلوغ. البلوغ هو عملية التغيرات الجسدية التي ينضج بها جسم الطفلة إلى جسم امرأة بالغة قادرة على التكاثر الجنسي لتمكين التخصيب. يبدأ البلوغ بإشارات هرمونية من المخ إلى الغدد التناسلية. استجابة لتلك الإشارات، تنتج الغدد التناسلية هرمونات تحفز الرغبة الجنسية والنمو، ووظيفة، وتحول المخ، والعظم، والعضلات، والدم، والجلد، والشعر، والثدي، والأعضاء الجنسية. تزيد سرعة النمو الجسدي -الطول والوزن- في النصف الأول من البلوغ ويكتمل حين تصل الطفلة إلى الجسم البالغ. حتى تنضج القدرات التناسلية، تكمن الاختلافات الجسدية بين الأولاد والبنات في مرحلة ما قبل البلوغ في الأعضاء التناسلية فقط. تحدث عملية البلوغ عادة بين سن 10 و16 سنة، ويختلف عمر حدوثها من بنت لأخرى. العلامة الأبرز في بلوغ الفتاة هي بدء الإحاضة، والذي يحدث في المتوسط بين 12 و13 سنة.

### النوع والبيئة
يتفاعل الجنس الحيوي مع البيئة بطرق غير مفهومة. البنتان التوأم إذا تم فصلهما عند الولادة ثم تم لم شملهما بعد عقود تظهر فيهما تشابهات واختلافات مذهلة. في 2005، قال كيم والين من جامعة إيموري «أعتقد أن سؤال 'الطبيعة ضد التنشئة' هو سؤال لا معنى له؛ لأنه يعاملهما كعاملين مستقلين، بينما في الواقع فإن كل شئ هو الطبيعة والتنشئة.» قال والين أن الاختلافات بين الجنسين تنشأ مبكرًا جدا وتبرز من خلال الأنشطة المفضلة المختلفة للذكور والإناث.
الأنوثة هي مجموعة من السمات، والسلوكيات، والأدوار التي ترتبط بشكل عام بالبنات والنساء. الأنوثة هي تركيبة اجتماعية، ولكنها تتكون من عوامل اجتماعية وأخرى بيولوجية المنشأ. يميزها ذلك عن تعريف الأنثى، حيث قد تظهر صفات الأنوثة في الذكور والإناث. تشمل السمات التي توصف بالأنوثة الحساسية، والتعاطف الوجداني، واللطف، إلا أن الصفات المرتبطة بالأنوثة تختلف بحسب الموقع والسياق، وتتأثر بعوامل اجتماعية وثقافية مختلفة. الحياد الجنسي هو مصطلح يصف فكرة أنه يجب أن تتجنب السياسات، واللغة، والمؤسسات الاجتماعية الأخرى التمييز في الأدوار بحسب الجنس، من أجل تجنب التمييز الناشئ عن الأدوار الاجتماعية الجامدة المحددة لكل نوع. أما مصطلح للجنسين "Unisex" فيشير للأشياء التي تعتبر مناسبة لأي جنس.

## تعليم البنات
تم الوصول لتعليم الفتيات بشكل مساوٍ للأولاد في بعض البلاد، لكن لا يزال هناك فروق كبيرة في أغلب الدول. توجد فجوات في الوصول بين المناطق والبلاد المختلفة بل حتى خلال البلد الواحد. تمثل البنات 60% من الأطفال خارج التعليم في الدول العربية و66% في جنوب وغرب آسيا، إلا أن عدد البنات في المدارس يزيد عن الأولاد في العديد من الدول في أمريكا اللاتينية، والكاريبي، وأمريكا الشماليةـ وغرب أوروبا. قاس بحث التكلفة الاقتصادية لعدم التكافؤ هذا في الدول النامية: حيث يُظهر تحليل مؤسسة بلان إنترناشونال أن 65 دولة من الدول الانتقالية وذوي الدخل المنخفض، والمتوسط تفشل في توفير نفس فرص الدراسة الثانوية للبنات مقارنة بالأولاد، وفي المجمل، تفتقد هذه البلدان نمو اقتصادي سنوي يقدر بنحو 92 مليار دولار.
رغم أن العهد الدولي الخاص بالحقوق الاقتصادية والاجتماعية والثقافية أكد أن «التعليم الابتدائي يجب أن يكون إلزامي ومتاح بشكل مجاني للجميع» تقل احتمالية تسجيل الفتيات قليلًا كطلاب في المدارس الابتدائية والثانوية (70%:74% و59%:65%). تم بذل مجهودات عالمية لإنهاء هذا النزاع (مثلا من خلال الأهداف الإنمائية للألفية) وتم تضييق الفجوة منذ 1990.

### البيئة التعليمية والتوقعات

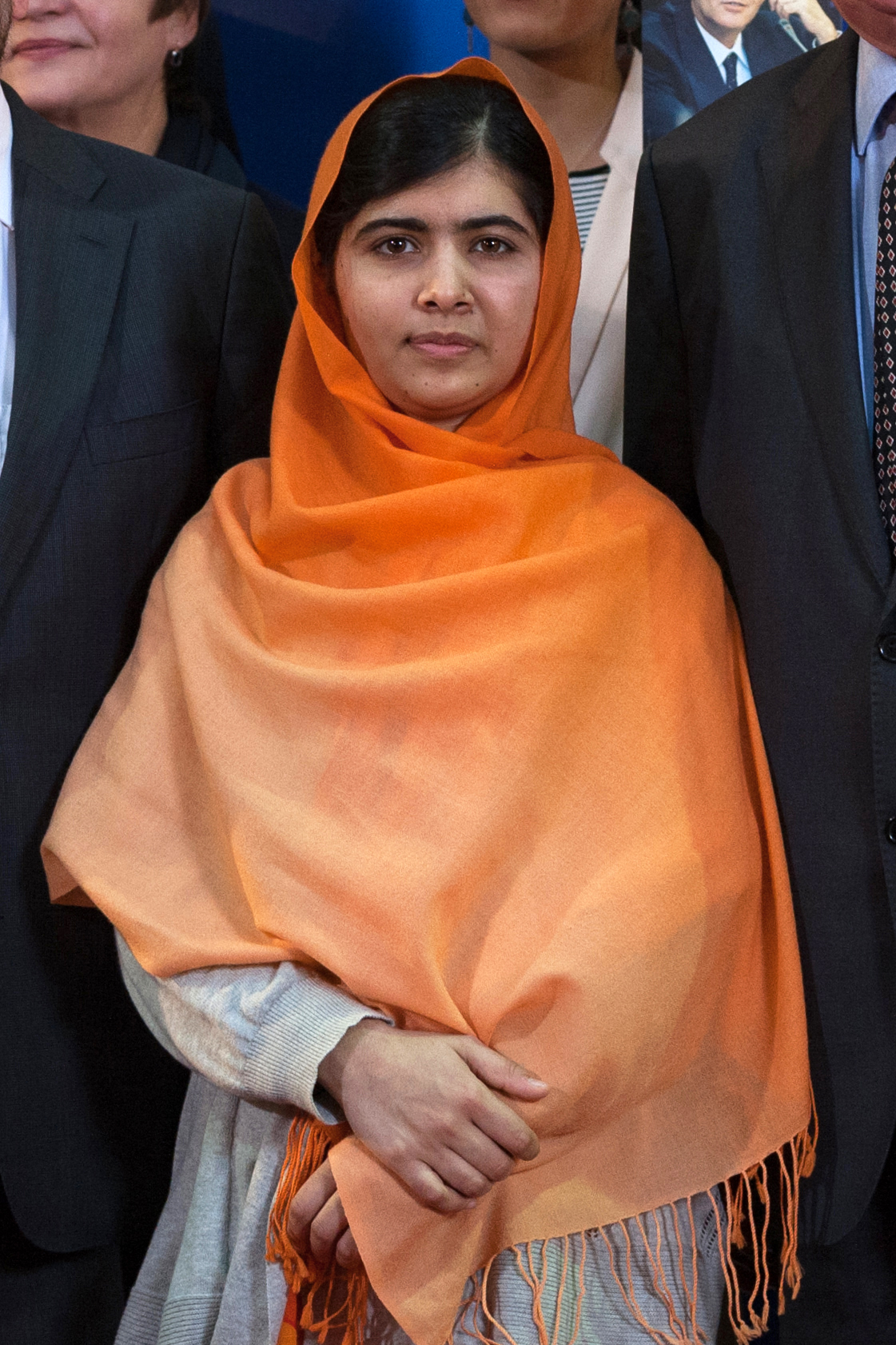
ملالا يوسفزي، فتاة باكستانية تم إطلاق النار على رأسها ورقبتها بواسطة مسلحين من حركة طالبان بسبب ذهابها للمدرسة.

وفقًا لكيم والين، ستلعب التوقعات دورًا في مستوى الفتيات الأكاديمي. على سبيل المثال، إذا كانت الإناث ماهرة في الرياضيات وتم إخبارهن أن اختبارًا ما «محايد للجنسين» سيحققن نتائج عالية، أما إذا تم إخبارهن أن الذكور دائمًا ما تفوقوا على الإناث، فسيحصلون على نتائج أسوأ بكثير. وقال والين: «الغريب أنه وفقًا للأبحاث، كل ما على المرء فعله بوضوح هو أن يخبر المرأة التي لديها تنشئة اجتماعية طوال حياتها بعجز النساء في الرياضيات أن اختبار الرياضيات محايد للجنسين، وستتبدد كل تأثيرات تلك النشأة الاجتماعية.» قال المؤلف جوديث ريتش هاريس أنه علاوة على مساهماتهم الجينية، فإن التربية التي يقدمها الوالدان لها غالبا تأثير أقل على المدى البعيد مقارنة بأي عوامل اجتماعية مثل جماعة الرفاق للطفل.
في إنجلترا، أظهرت دراسات بواسطة الصندوق الوطني لمحو الأمية أن الفتيات يحصلن بشكل مستمر على نتائج أفضل من الأولاد في كل المجالات الدراسية من سن 7 لـ16 سنة، وتكون الفروق الأبرز في مهارات القراءة والكتابة. في الولايات المتحدة، تاريخيًا، تخلفت الفتيات في الاختبارات القياسية. في 1996، كان متوسط الدرجات 503 للفتيات في الولايات المتحدة من مختلف العروق في اختبار سات الشفهي، وهو أقل بـ4 من متوسط درجات الأولاد. في الرياضيات، كان المتوسط 492 للبنات وهو أقل بـ35 نقطة عن الأولاد. علق الباحث واين كامارا: «حين تتلقى الفتيات نفس المناهج بالضبط، ستتبدد فجوة الـ35 نقطة إلى حد كبير». في ذات الوقت قالت ليزلي وولف، رئيسة مركز دراسات سياسات المرأة، أن البنات تحقق نتائج أقل في الرياضيات لأنهن يعملن على حل المشكلة، فيما يستخدم الأولاد «خدع حل الامتحان» كالتحقق مباشرة من الإجابات المعطاة في أسئلة الاختيار من متعدد. قالت وولف أن البنات أكثر ثباتًا وعمقًا بينما «يلعب الأولاد بالاختبار مثل آلة الكرة والدبابيس.» قالت وولف كذلك أنه بالرغم من حصول الفتيات باستمرار على درجات أقل في اختبار سات فإنهن يحصلن باستمرار على نتائج أعلى من الأولاد في مختلف المناهج في السنة الأولى من الكلية. بحلول عام 2006 أصبحت البنات تحصل على نتائج أفضل من الأولاد في الجزء الشفهي من اختبار سات بفرق 11 نقطة. أظهرت دراسة في 2005 من جامعة شيكاغو أن وجود أغلبية من البنات في الفصل الدراسي يعزز من أداء الأولاد.

### العقبات أمام حصول الفتيات على التعليم
في العديد من الأجزاء حول العال، تواجه البنات عقبات كبيرة للحصول على تعليم جيد. تشمل تلك العقبات: زواج القصر، والزواج بالإكراه، وحمل المراهقات، والتحيز القائم على الصور النمطية للنوع في المنزل، والمدرسة، والمجتمع، وكذلك العنف في الطريق نحو المدرسة أو داخل أو حول المدارس، والمسافات الطويلة للوصول للمدارس، والعرضة لوباء الإيدز، ومصاريف المدارس، والتي تؤدي غالبًا بالأباء لإرسال أبنائهم الذكور فقط للمدرسة.

## الفصل بين الجنسين

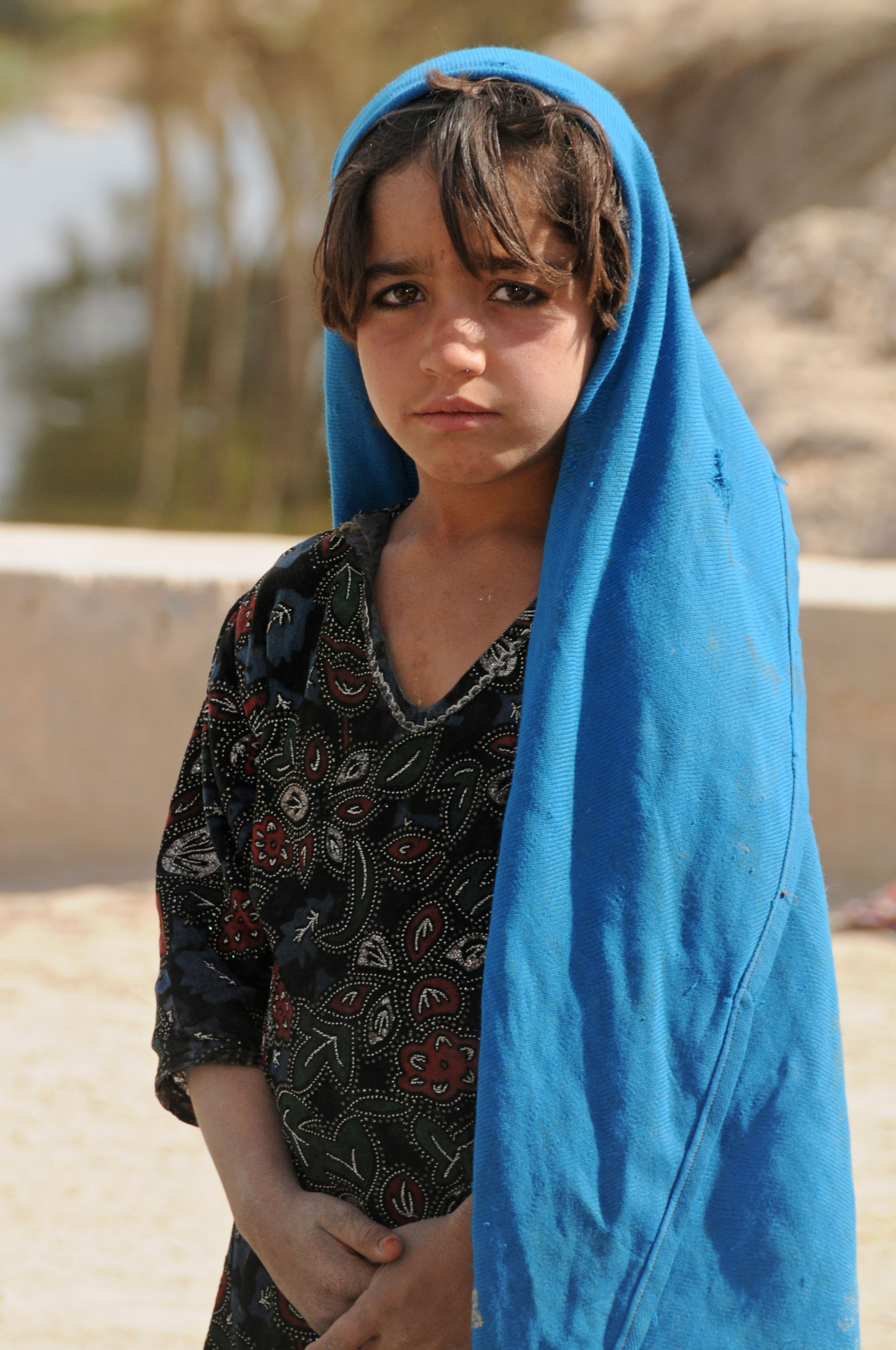
فتاة أفغانية: الفصل بين الجنسين أمر شائع في أفغانستان.

الفصل بين الجنسين هو الفصل الجسدي، والقانوني، والثقافي بين الناس وفقًا لجنسهم. تتم ممارسته في العديد من المجتمعات، بالأخص بدءًا من الوقت الذي يصل فيه الأطفال للبلوغ. في ظروف معينة، يكون الفصل بين الجنسين مثيرًا للجدل. يدعي بعض النقاد أنه انتهاك لقدرات وحقوق الإنسان وبإمكانه أن يصنع قصورًا اقتصاديًا وتمييزا عنصريًا، فيما يرى بعض المؤيدون أنه أمر محوري لبعض القواعد الدينية والعادات الاجتماعية والثقافية والتاريخية. البُرده (Purdah) هي ممارسة دينية واجتماعية لعزلة النساء وتسود بين بعض المجتمعات المسلمة والهندوسية في جنوب آسيا. وتأخذ شكلين: الفصل الجسدي للجنسين ويتطلب تغطية النساء لأجسامهن بالكامل تقريبًا. يختلف السن الذي يبدأ منه فرض تلك الممارسة بحسب المجتمع. تشيع مثل تلك الممارسات بشكل أكبر في الثقافات التي يكون مبدأ شرف العائلة فيها قوي للغاية. في الثقافات التي يشيع فيها الفصل بين الجنسين، الشكل الأبرز للتعليم هو التعليم أحادي الجنس.

## العنف ضد البنات

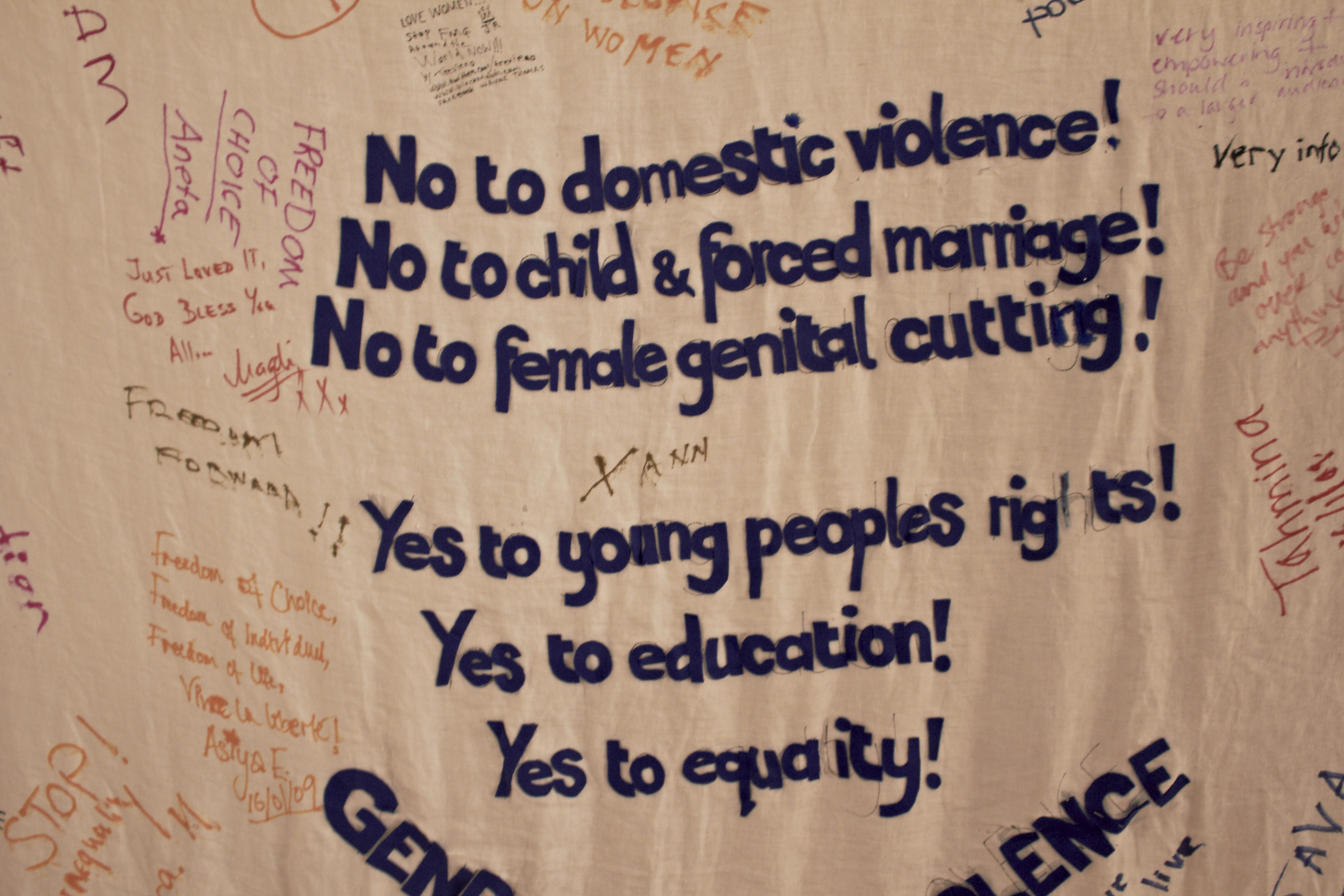
تتعرض ملايين الفتيات، بعضهن أقل من عام من العمر، للختان كل عام. توجد تلك الممارسة في أجزاء من أفريقيا، بعض دول الشرق الأوسط كالعراق واليمن، وماليزيا واندونيسيا. توجد حملة عالمية لمنع ختان الإناث ومظاهر العنف الأخرى ضد البنات.

في أجزاء عديدة من العالم، تتعرض البنات لخطورة أشكال معينة من العنف والانتهاك، مثل الإجهاض الانتقائي بسبب الجنس، وختان الإناث، وزواج القصر، والتحرش الجنسي بالأطفال، وجرائم الشرف.
في أجزاء من العالم، بالأخص في شرق وجنوب آسيا وبعض الدول الغربية يُنظر للبنات أحيانًا على أنهن غير مرغوب فيهن. في بعض الحالات، يتم إجهاض البنات بشكل انتقائي، أو انتهاك حقوقهن، أو معاملتهن بشكل سيئ، أو التخلي عنهن من قبل عائلاتهن. في الصين، يزيد عدد الأولاد عن البنات بأكثر من 30 مليون، ما يقترح أن ما يزيد عن مليون ولد زائد يتم ولادتهم سنويا أكثر من المتوقع للنسبة الطبيعية بين الجنسين عند الولادة.  في الهند، يقدر الباحثون بناءً على نسبة الأولاد للبنات عند الولادة أن الإجهاض الانتقائي بسبب الجنس يسبب خسارة حوالي 1.5%، أو 100,000 أنثى سنويًا. تلك النسبة المختلة بين البنين والبنات توجد كذلك في جورجيا، وأذربيجان، وأرمينيا، ما يقترح الإجهاض الانتقائي بسبب الجنس ضد البنات.
يتم تعريف ختان الإناث بواسطة منظمة الصحة العالمية على أنه «كل الإجراءات التي تشمل إزالة الأعضاء التناسلية الأنثوية الخارجية جزئيًا أو كليًا، أو أي إصابة أخرى للأعضاء التناسلية الأنثوية دون أسباب طبية.» تتم ممارسة الختان بشكل رئيسي في 28 دولة في غرب، وشرق، وشمال شرق أفريقيا، بالأخص مصر وإثيوبيا، وأجزاء من جنوب شرق آسيا والشرق الأوسط. يتم تنفيذ الختان غالبا قبل سن 15 سنة.
زواج القصر، أين يتم تزويج الفتيات في سن صغير (غالبا بالإكراه ولأزواج أكبر سنًا بكثير) يظل شائعا في مناطق كثيرة في العالم، بالأخص في أفريقيا، وجنوب آسيا، وجنوب شرق وشرق آسيا، والشرق الأوسط، وأمريكا اللاتينية، وأوقيانوسيا. يوجد أكبر معدل لزواج القصر في الدول الـ10 التالية: النيجر، وتشاد، وجمهورية أفريقيا الوسطى، وبنغلاديش، وغينيا، وموزمبيق، ومالي، وبوركينا فاسو، وجنوب السودان، ومالاوي.
التحرش الجنسي بالأطفال هو أحد أشكال الإساءة للأطفال حيث يقوم شخص بالغ أو مراهق باستعمال الطفل للإثارة الجنسية. في الدول الغربية، يعتبر التحرش الجنسي بالأطفال جريمة خطيرة، ولكن في أماكن عديدة يوجد تسامح ضمني مع الممارسة. يمكن أن يتخد التحرش الجنسي بالأطفال العديد من الأشكال، أحدها بغاء الأطفال. بغاء الأطفال هو الاستغلال التجاري الجنسي للأطفال الذي يؤدي فيه الطفل خدمات الدعارة؛ من أجل الاستفادة المالية. يقدر أنه سنويًا على الأقل مليون طفل، معظمهم من البنات، يصبحن عاهرات. يشيع بغاء الأطفال في أجزاء عديدة من العالم، بالأخص جنوب شرق آسيا (تايلاند، وكمبوديا)، ويسافر العديد من الأثرياء البالغين لتلك المناطق للمشاركة في السياحة الجنسية للأطفال.
في العديد من الأجزاء في العالم، الفتيات اللاتي يعتبرن أنهن لطخن 'شرف' العائلة برفض الزواج المرتب، أو بالزنا (الجنس قبل الزواج)، أو ارتداء ملابس تعتبر غير لائقة، أو حتى بأن يكن ضحايا للاغتصاب، فإنهن عرضة لجرائم الشرف من قبل عائلاتهن.

## الصحة
تعاني صحة البنات في الثقافات التي يتم تقدير البنات فيها أقل من الأولاد، وتخصص الأسر موارد أكثر للأولاد. واحد من التهديدات الكبيرة لصحة البنات هو زواج القصر، الذي يؤدي عادة لحمل المراهقات. البنات اللاتي يتم إجبارهن على زواج القصر عادة يصبحن حامل سريعا بعد الزواج، ما يزيد من خطورة المضاعفات ووفيات الأمومة. مثل تلك المضاعفات التي تنتج عن الحمل والولادة في سن صغير تمثل سبب رئيسي للوفاة بين الفتيات المراهقات في الدول النامية. ختان الإناث هو سبب رئيسي آخر للمشاكل الصحية في الفتيات.

## البنات وعمالة الأطفال

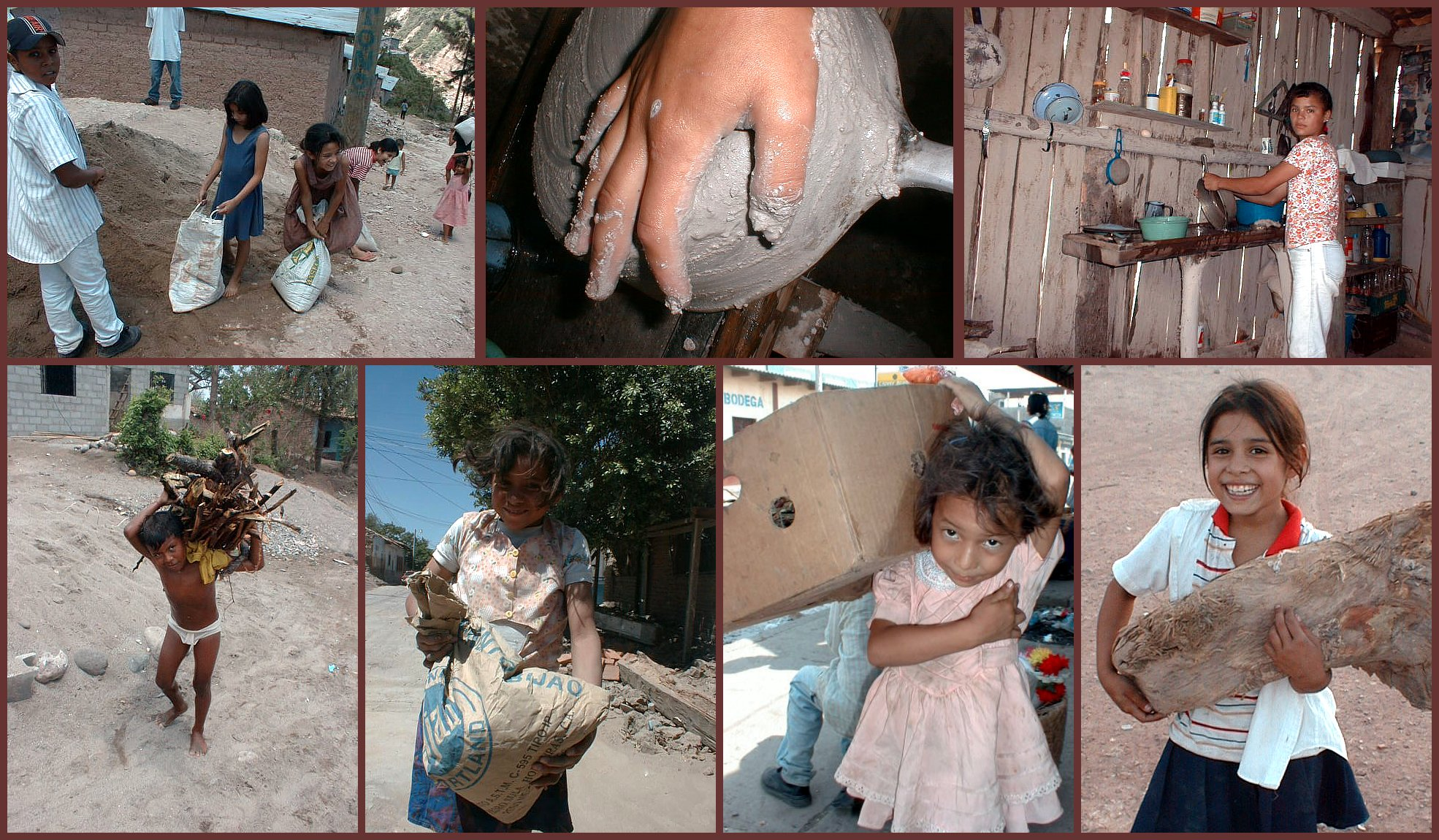
بنات مشاركة في أشكال مختلفة من عمالة الأطفال في أمريكا الوسطى

يؤثر الجنس على نمط عمالة الأطفال. حيث يطلب من الفتيات عادة بواسطة عائلاتهن تأدية أعمال منزلية أكثر من الأولاد، وعادة في سن أصغر من الأولاد. التوظيف كعاملة منزلية هو الشكل الأكثر شيوعًا لعمالة الأطفال بالنسبة للبنات. في بعض المناطق كشرق وجنوب شرق آسيا، يرى الوالدان العمل كخادمة منزلية تحضيرًا جيدا للزواج. الخدمة المنزلية مع ذلك، واحدة من أقل المهن تنظيمًا، وتعرض العاملات بها لمخاطر شديدة، كالعنف، والاستغلال، والتعسف؛ لأن العاملات يتم عزلهن غالبا عن العالم الخارجي. عمالة الأطفال لها تأثير سلبي للغاية على التعليم. حيث تضطر الفتيات غالبًا للتوقف عن التعليم، أو مواصلته مع تحمل ضعف أو ضعفي العبء، متمثلًا في الأعمال المنزلية في بيت والديها، والعمل خارج المنزل، وعمل المدرسة. وهذا الموقف شائع في أجزاء من آسيا وأمريكا اللاتينية.

## المبادرات الدولية لحقوق الفتيات

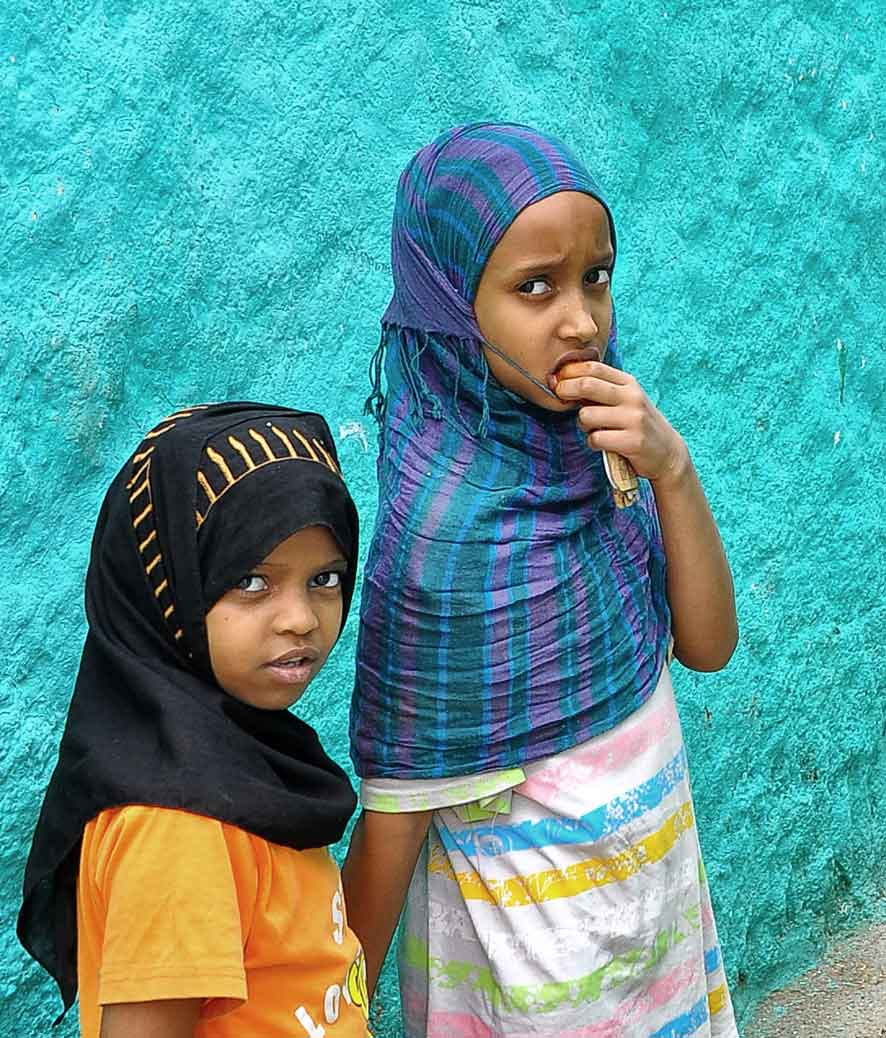
فتيات هراري في إثيوبيا

اتفاقية حقوق الطفل (1988) والأهداف الإنمائية للألفية (2000) الصادرتان من الأمم المتحدة عززا حصول البنات والأولاد على تعليم أفضل للقضاء على الفوارق الجنسية في المرحلتين الابتدائية والثانوية. معدلات التسجيل في المدرسة والتعليم بالنسبة للبنات تحسنت بشكل مستمر. في 2005، وصل معدل تسجيل البنات في المدارس عبر العالم 85%، مرتفعًا من 78% قبل 15 عام، في مستوى المدارس الثانوية، زاد تسجيل الفتيات بنسبة 10% ليصل لـ57% خلال نفس الفترة.
أنشأ عدد من المنظمات غير الحكومية الدولية برامج تركز وتواجه الفوارق في وصول الفتيات لبعض أساسيات الحياة كالغذاء، والرعاية الصحية، والتعليم. كامفيد هي منظمة تنشط في توفير التعليم للبنات في أفريقيا جنوب الصحراء. حملة «لأنني فتاة» التي أطلقتها منظمة بلان إنترناشونال هي مثال رفيع المستوى على تلك المبادرات. حيث أظهرت أبحاث المنظمة أن تعليم الفتيات يمكن أن يكون له تأثير قوي، بما يعزز الاقتصاد في مدن وقرى أولئك الفتيات، كذلك تم وصف توفير حصول الفتيات على تعليم جيد بأنه يحسن فهم المجتمع للأمور الصحية، ويقلل معدلات الإيدز، ويحسن الوعي الغذائي، ويقلل معدل المواليد ويحسن من صحة الرضع. تظهر الأبحاث أن الفتاة التي تلقت تعليمًا سوف:
- تربح حتى 25% أكثر وتعيد استثمار 90% في عائلتها.
- تكون أقل عرضة بـ3 مرات للإصابة بالإيدز.
- يكون لديها أطفال أقل في العدد وأوفر في الصحة ولديهم فرصة أكبر بـ40% للعيش بعد سن 5 سنوات.[87]

كذلك أطلقت منظمة بلان إنترناشونال حملة لإنشاء يوم عالمي للفتاة. الأهداف من تلك المبادرة هي رفع الوعي العالمي بالتحديات الفريدة التي تواجه الفتيات، بالإضافة للدور المحوري الذي يقومون به في مواجهة الفقر وتحديات التطور. قدم وفد من فتيات المنظمة في كندا الفكرة إلى رونا أمبروز، وزيرة الأشغال العامة والخدمات الحكومية ووزيرة مركز المرأة، في الجلسة الـ55 للجنة وضع المرأة في المقر الرئيسي للأمم المتحدة في فبراير 2011. في مارس 2011، تبنى البرلمان الكندي بالإجماع حركة تطالب كندا بقيادة مبادرة فيالأمم المتحدة للإعلان عن اليوم العالمي للفتاة. تبنت الجمعية العامة للأمم المتحدة اليوم العالمي للفتاة في 19 ديسمبر 2011. كان أول يوم عالمي للفتاة في 11 أكتوبر 2012.
أدى أحدث أبحاث منظمة بلان إنترناشونال إلى اكتشاف المنظمة للحاجة إلة تنسيق مشروعات تخاطب دور الأولاد في مجتمعاتهم، بالإضافة لإيجاد طرق لتضمين الأولاد في الأنشطة التي تقلل التمييز بحسب النوع. نظرًا لأن أغلب القادة السياسيين، والدينيين، وقادة المجتمعات المحلية من الرجال، يملك الرجال والأولاد تأثيرًا كبير على أي مجهود لتحسين حياة الفتيات وتحقيق العدالة بين الجنسين. أشار التقرير السنوي للمنظمة في 2011 أن الرجال لهم تأثير أكبر وربما تكون لديهم القدرة على إقناع المجتمعات بتطويق زواج القصر وختان الإناث بشكل أكثر فعالية من النساء. القائد الديني المصري الشيخ سعد، الذي قاد حملة ضد الختان، يقتبس التقرير قوله: "لقد قررنا أن ابنتنا لن تخوض تلك التجربة السيئة غير الإنسانية [...] أنا جزء من التغيير..”

## الفن والأدب
تاريخيًا، صور الفن والأدب في الثقافة الغربية الفتيات كرمز للبراءة، والنقاء، والفضيلة، والأمل. احتوت الجداريات المصرية على لوحات تعبيرية لفتيات صغيرات كن بنات الأسرة الملكية. يحتوي شعر صافو على قصائد غرامية تخاطب الفتيات.
في أوروبا، توجد بعض الرسومات القدية التي تعرض فتيات ومنها لوحة بيتروس كريستوس لفتاة صغيرة (حوالي سنة 1460)، ولوحة خوان دي فلانديس لفتاة صغيرة (حوالي 1505)، ولوحة الممرضة مع الطفل لفرانز هالز في 1620، ولوحة دييغو فيلاثكيث لاس مينيناس في 1656، ولوحة عيد القديس نيكولاسليان ستين (حوالي 1660) ولوحة الفتاة ذات القرط اللؤلؤي ليوهانس فيرمير وهو كذلك صاحب لوحة فتاة تي تقرأ رسالة عند نافذة مفتوحة. رسومات لاحقة تشمل لوحة ألبيرت أنكر لفتاة مع برج دومينو، ولوحة كاميل بيسارو في 1883 لإبنة فليكس
رسمت ماري كاسات العديد من اللوحات الانطباعية الشهيرة التي تجعمل من براءة الفتيات، ورابطة الأم والابنة أمورًا مثالية، على سبيل المثال لوحتها أطفال على الشاطئ عام 1884.
يشمل أدب الأطفال الأوروبي العديد من الأعمال الجديرة بالذكر مع بطلات صغيرات للقصص. حافظت الحكايات الخرافية التقليدية على قصص بارزة عن الفتيات. من بينها رابونزل، والأميرة وحبة البازلاء، وذات الرداء الأحمر للأخوين غريم. تشمل كتب الأطفال الشهيرة التي تدور حول الفتيات أليس في بلاد العجائب، وهايدي، وساحر أوز العجيب، وسلسلة نانسي درو، وبيبي ذات الجورب الطويل، ونساء صغيرات.
بداية من أواخر العصر الفكتوري، أصبحت الصور الأكثر دقة لأبطال الفتيات شائعة. بائعة الكبريت، والحورية الصغيرة لهانس كريستيان أندرسن، وغيرها من القصص ظهرت فيها مواضيع المغامرات المأساوية. أليس في بلاد العجائب للويس كارول أبرزت بطلة أنثوية ملحوظة بقوة في مواجهة الشخصيات غير المركزية والألغاز الفكرية في إعدادات سريالية. علاوة على ذلك، فإن صور كارول المثيرة للجدل بشان الفتيات يستشهد بها عادة في تاريخ الفن الفوتوغرافي. اتبع الأدب التيارات الثقافية المختلفة، مصورًا طفولة البنت بشكل رومانسي ومثالي أحيانًا، وأحيانًا أخرى متأثرًا بالنمو في حركة الواقعية الأدبية. تبدأ العديد من روايات العصر الفكتوري بطفولة بطلات القصة، مثل جين أير، وهي يتيمة تعاني من سوء المعاملة من حراسها ثم من إدارة المدرسة.
بحلول القرن الـ20، تخلت أغلب صور الفتيات في الخيال عن التصوير المثالي للبنات. تشمل الروايات الأدبية الشعبية«أن تقتل طائرا بريئا» لهاربر لي والتي تدور حول فتاة صغيرة تصطدم بوعيها بقوى التعصب في مجتمعها. كتاب فلاديمير نابوكوف المثير للجدل لوليتا (1955) يدور عن علاقة محكومة بالفشل بين طفلة عمرها 12 سنة، وعالم بالغ حيث يسافران عبر الولايات المتحدة.

مالت الكتب التي تحتوي على أبطال من الأولاد والبنات للتركيز أكثر على الأولاد، ولكن تظهر شخصية مهمة لفتاة في قلعة الفارس، والأسد والساحرة وخزانة الملابس، وسلسلة هاري بوتر.

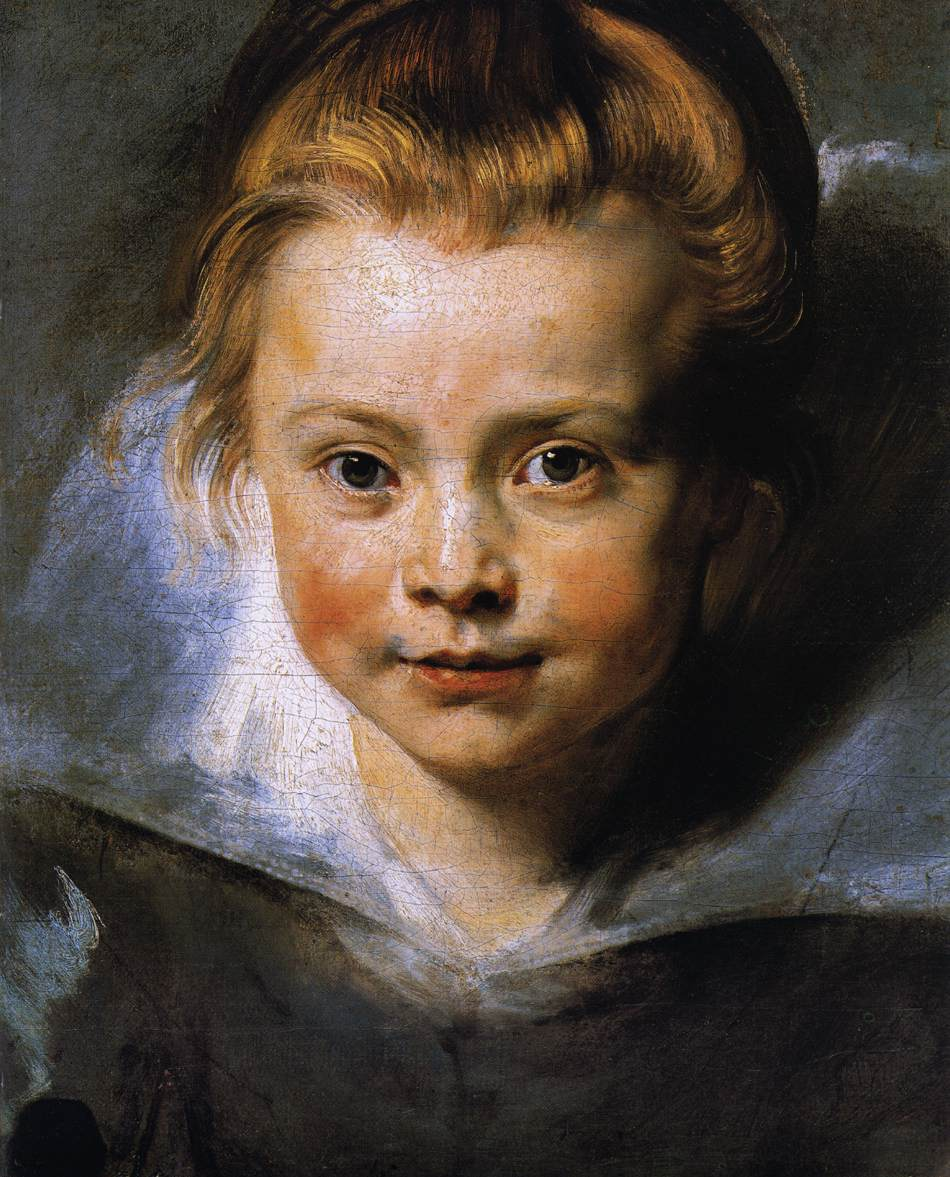
بيتر بول روبينز - صورة لفتاة صغيرة
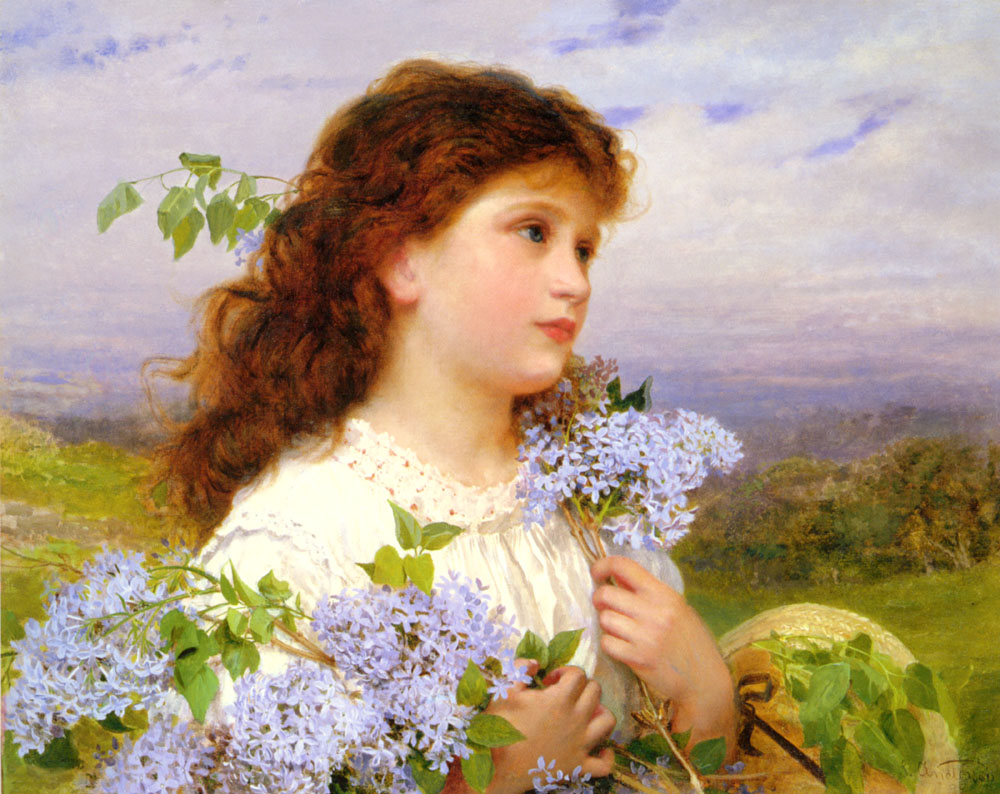
زمن الليلك، لصوفي أندرسون
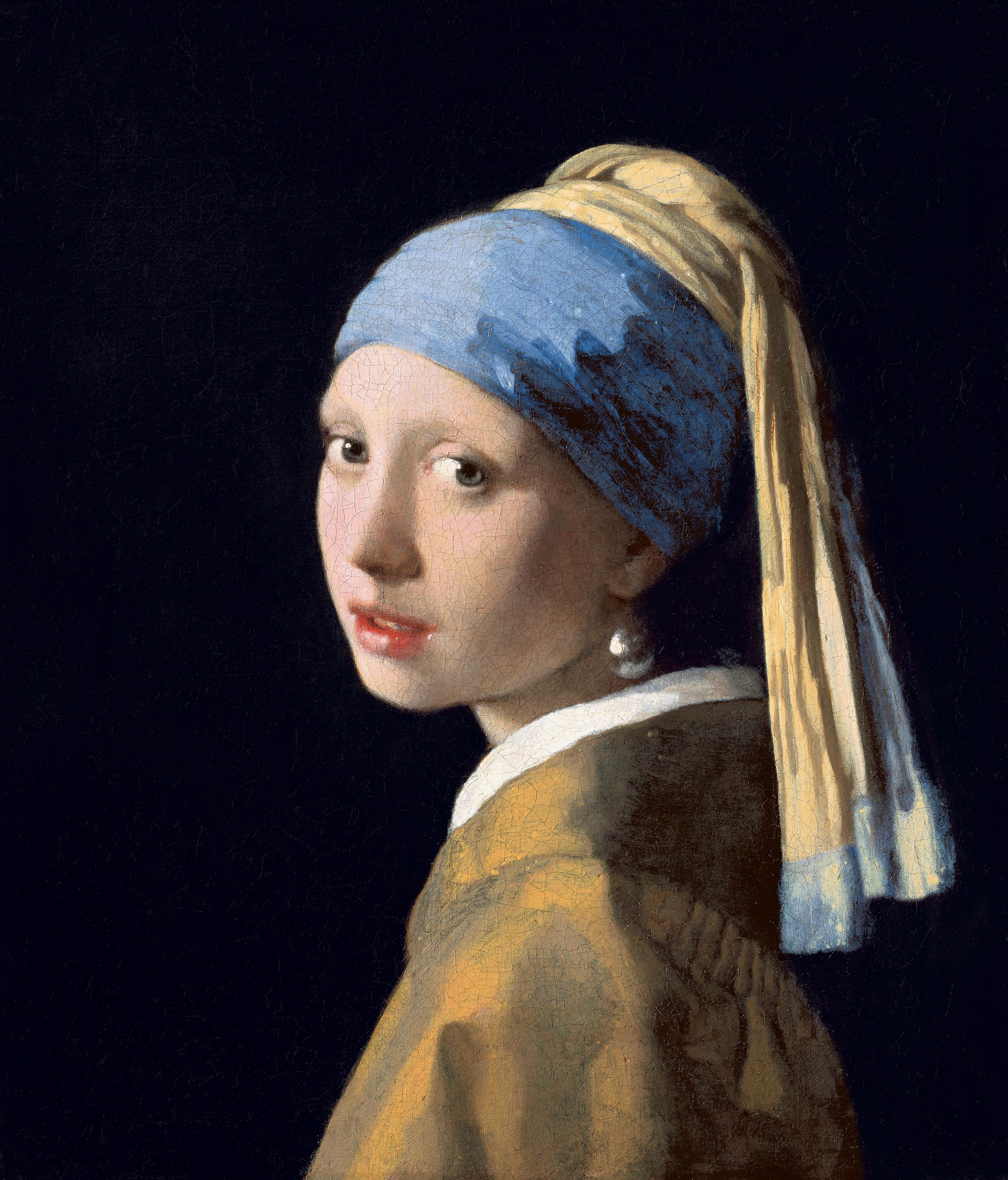
الفتاة ذات القرط اللؤلؤي ليوهانس فيرمير
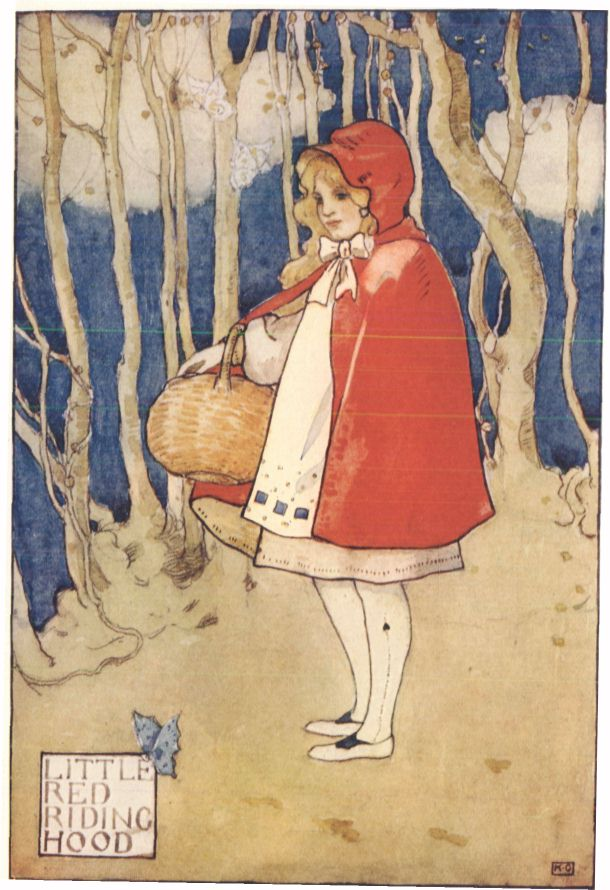
ذات الرداء الأحمر، صورة توضيحية بتاريخ 1927
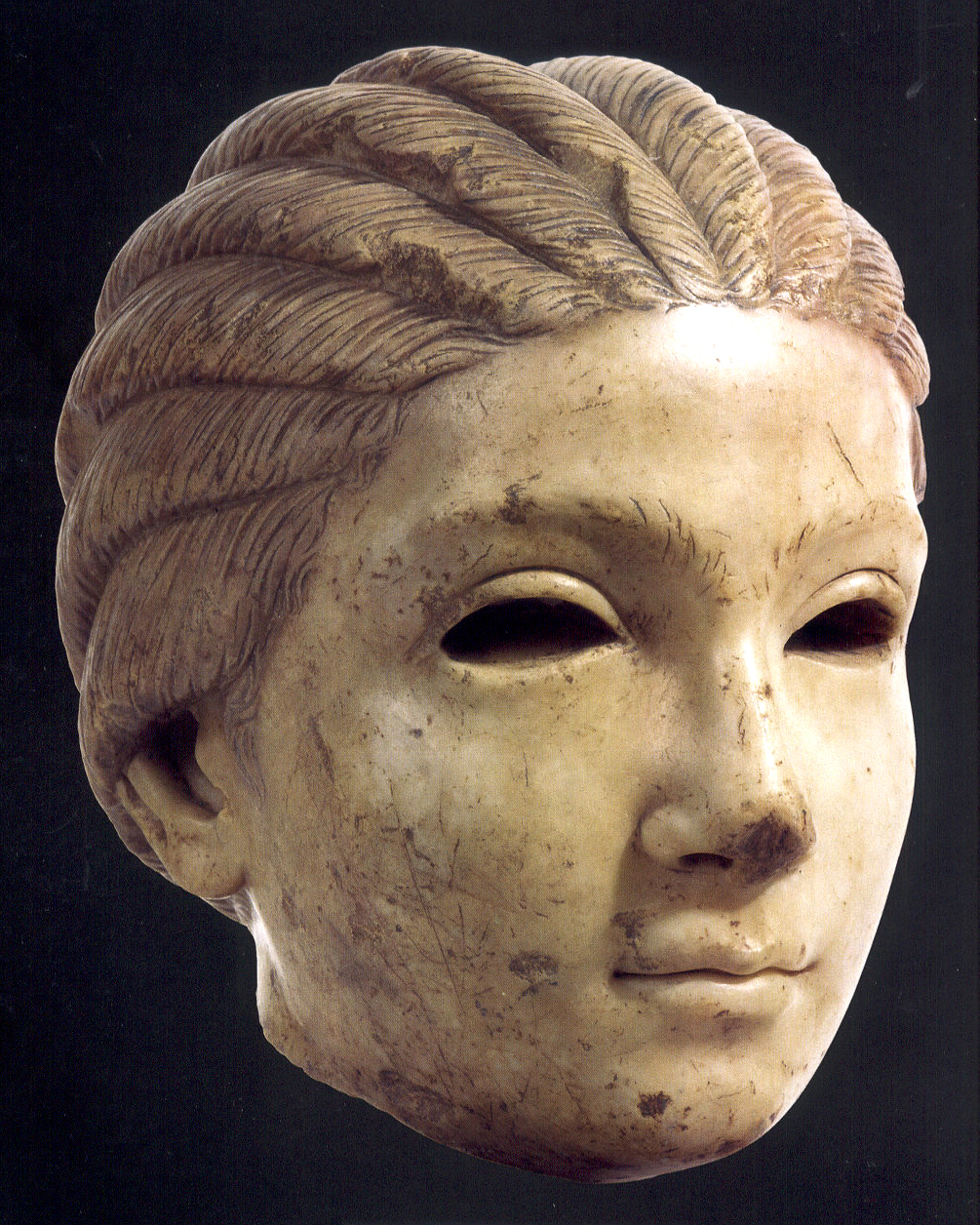
فتاة سالونا، رأس رخامي من مدينة سالونا، القرن الثالث بعد الميلاد (المتحف الأثري، زغرب)

## الثقافة الشعبية

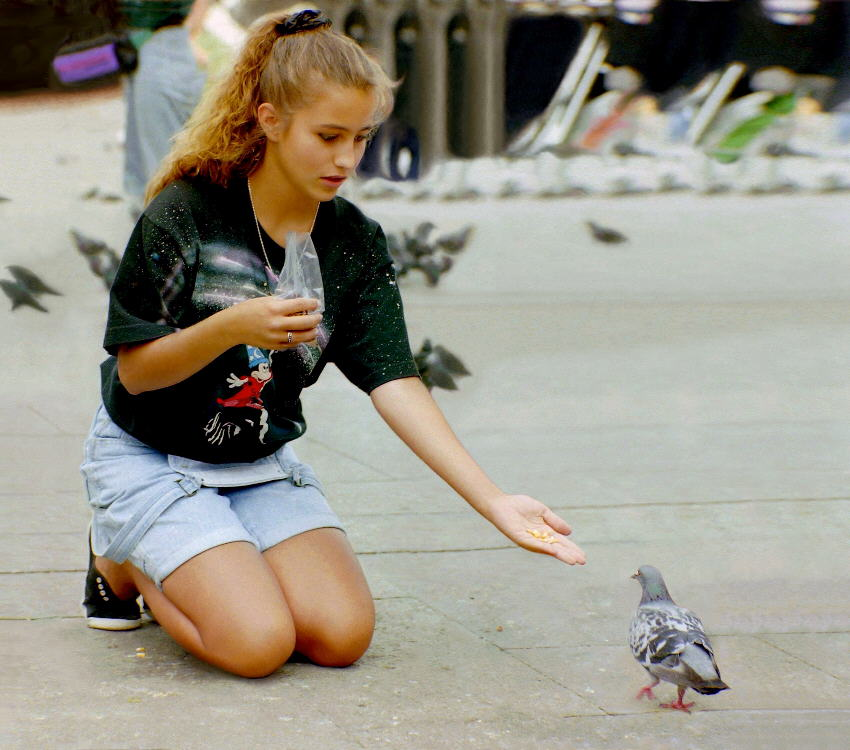
فتاة تطعم حمامة

توجد العديد من كتب الرسوم الهزلية الأمريكية والمسلسلات الهزلية التي تبرز فتاة على أنها الشخصية الرئيسية مثل لولو الصغيرة (Little Lulu) وآني اليتيمة الصغيرة (Little Orphan Annie). في كتب الرسوم الهزلية للأبطال الخارقين كانت إحدى الشخصيات المبكرة هي إيتا كاندي، واحدة من صديقات المرأة المعجزة. تشمل سلسلة بينوتس (بواسطة تشارلز شولز) العديد من شخصيات الفتيات.
في الأنمي وكتب الرسوم الهزلية اليابانية تظهر الفتيات غالبا كبطلات. تبرز أغلب أفلام هاياو ميازاكي بطلة صغيرة، كما في كيكي لخدمة التوصيل. توجد العديد من البطلات الأخرى في مانغا شوجو، والتي تستهدف الفتيات كجمهور. من بينهن ياماتو ناديشيكو تشيشي هينغي. في الوقت ذاته، بعض أنواع الكرتون الياباني قد تُظهر صور جنسية ووضعية عن الفتيات.